# 戦国BASARA
『戦国BASARA』（せんごくバサラ）は、カプコンから発売されている、日本の戦国時代を舞台としたアクションゲームおよびそのシリーズ名。
本シリーズには伊達政宗や真田幸村、長曾我部元親、毛利元就といった現実世界の戦国武将が登場する。本シリーズは2007年頃より始まった「歴女ブーム」の火付け役とされ、ゲーム雑誌だけでなく、一般紙や地方紙からもカプコンへの取材申し込みが相次ぎ、それにより武将のゆかりの地が本作のキャラクターを用いて特集された。
本シリーズのヒットにより、テレビアニメ化もされ、第1期が2009年4月期に主なTBS系列局で放送、第2期が2010年7月期からTBS系列全国ネットで放送された。さらに2011年6月にはストーリー上の完結編がアニメ映画化された。ほか舞台化やテレビドラマ化もされている。
シリーズ累計本数は2019年時点で400万本に達している。

## 概要
本作及びシリーズは三人称視点3Dの一騎当千型スタイリッシュ英雄 (HERO) アクションゲームである。各種舞台・人物設定などは、伊達政宗が英語を操り6振りの刀で戦い、本多忠勝がロボットのような武将になり、史実では最年長の毛利元就が青年として描写されるなど、実際の歴史に囚われないアレンジが施されている。主人公である伊達政宗と真田幸村は、同社のゲームである『ストリートファイター』シリーズにおける、リュウとケンのようなポジションにあるという。カプコンのアクションゲームは難易度の高い作品が多いが、本シリーズは「豪快感」をテーマに初心者でも遊びやすいように控えめな難易度に調整されている。
プロデューサーは小林裕幸、キャラクターデザインは土林誠と『デビルメイクライ』と同じスタッフが製作に参加している。
主題歌はゲーム（PS2版『2』を除く）・アニメ共に、一貫してT.M.Revolution（西川貴教）、または西川がボーカルを務めるabingdon boys schoolが担当している。
2020年7月21日にシリーズ15周年を迎えた際、記念のロゴが制作され、各種イベントやコラボレーションが開催された。
2024年7月にゲーム『戦国布武』とコラボした。

## シリーズ
| 2005 | 戦国BASARA                                  |
| 2006 | 戦国BASARA2                                 |
| 2007 | 戦国BASARA2 英雄外伝 (HEROES)               |
| 2008 | 戦国BASARA X（クロス）                      |
| 2009 | 戦国BASARA BATTLE HEROES                    |
| 2010 | 戦国BASARA3                                 |
| 2011 | 戦国BASARA CHRONICLE HEROES、戦国BASARA3 宴 |
| 2012 |                                             |
| 2013 |                                             |
| 2014 | 戦国BASARA4                                 |
| 2015 | 戦国BASARA4 皇                              |
| 2016 | 戦国BASARA 烈伝シリーズ 真田幸村伝          |

### ナンバリング作品
- 『戦国BASARA』 PlayStation 2（PS2） - 以下『1』。2005年7月21日発売。
  - 『戦国BASARA』 PS2アーカイブス（GA） - 2013年6月19日配信。
- 『戦国BASARA2』 PS2 - 以下『2』。2006年7月27日発売。
  - 『戦国BASARA ダブルパック』 PS2 - 2007年7月19日発売。『1』『2』+スペシャル映像DVDのセット。
  - 『戦国BASARA2』 （GA） - 2013年7月17日配信。
  - 『戦国BASARA2 英雄外伝 (HEROES) 』 PS2 - 以下『英雄外伝』。2007年11月29日発売。
    - 『戦国BASARA2 英雄外伝 (HEROES)  ダブルパック』 Wii - 2007年11月29日発売。Wii版『2』と『英雄外伝』のセット。
    - 『戦国BASARA2 英雄外伝 (HEROES) 』 （GA） - 2013年7月17日配信。
    - 『戦国BASARA HD Collection』 PS3 - 以下『HD』。2012年8月30日発売。HDリマスターされた『1』『2』『英雄外伝』を収録。
- 『戦国BASARA3』 Wii、PlayStation 3（PS3） - 以下『3』。2010年7月29日発売。
  - 『戦国BASARA3 宴』 Wii、PS3 - 以下『宴』。2011年12月13日発売。
  - 『戦国BASARA3 宴 ダブルパック』 PS3 - 2012年3月15日発売。PS3版『3』と『宴』のセット。
  - 『戦国BASARA トリプルパック』 PS3 - 2013年3月28日発売。『HD』およびPS3版『3』と『宴』を1つにパッケージしたもの。
- 『戦国BASARA4』 PS3 - 以下『4』。2014年1月23日発売。
  - 『戦国BASARA4 スペシャルパッケージ』 PS3 - 2014年7月24日発売。『4』に「プレイヤー武将全解放&特別衣装9種セット」のDLコードを付属。さらにパッケージ版のみ特典映像のDVDが同梱。
  - 『戦国BASARA4 皇』 PlayStation 4（PS4）、PS3 - 以下『皇』。2015年7月23日発売。
    - 『戦国BASARA4 皇 ANNIVERSARY EDITION』 PS4 - 2020年7月21日発売。『皇』に58種のDLコンテンツを収録し、パッケージ版には特製ブックレットが同梱[8]。

### 外伝作品
- 『戦国BASARA X（クロス）』 アーケード、PS2 - 以下『X』。アーケード版が2008年4月9日稼働開始。PS2版が6月26日発売。
- 『戦国BASARA タクティクスRPG』 i-mode
  - 2008年5月12日配信。
- 『戦国BASARA BATTLE HEROES』 PlayStation Portable（PSP） - 以下『BH』。2009年4月9日発売。
- 『戦国BASARA MOBILE』 携帯電話向けソーシャルゲーム
  - Mobageにおいて、2011年6月3日サービス開始。基本プレイ無料（アイテム課金制）。2011年12月7日にサービス終了。
- 『戦国BASARA CHRONICLE HEROES』 PSP - 以下『CH』。2011年7月21日発売。
- 『戦国BASARA カードヒーローズ』 携帯電話向けソーシャルゲーム
  - Mobageにおいて、2012年5月29日サービス開始。基本プレイ無料（アイテム課金制）。2013年1月29日に『戦国BASARA カードヒーローズ・祭』としてリニューアル。同年8月29日よりmixiゲームでもリリース。2014年6月23日にサービス終了。
- 『ブラウザ戦国BASARA』 PCブラウザゲーム
  - MooG Gamesにおいて2012年6月5日、Yahoo!モバゲーにおいて2012年6月12日にサービス開始。基本プレイ無料（アイテム課金制）。2012年12月27日にサービス終了。
- 『戦国BASARA 烈伝シリーズ 真田幸村伝』 PS4、PS3 - 2016年8月25日発売。
- 『戦国BASARA バトルパーティー』 スマートフォン向けアプリ Android/iOS
  - 2019年6月24日サービス開始。基本プレイ無料（アイテム課金制）。2020年12月21日にサービス終了[9]。

## 共通のシステム
PS2・PS3版の操作系として通常攻撃、ジャンプのほか、各キャラクター特有の固有技、敵に大きなダメージを与えられるバサラ技がある。これらは設定オプションで変更可能である。
固有技（および『3』以降で追加された固有奥義）は通常攻撃より強力な、格闘ゲームなどの必殺技にあたる攻撃。武将のレベルを上げていくと使える技が増える。ステージ中は装備している技しか使用できないが、逆に装備する技によって武将の特性にいくつかのバリエーションを持たせられるという利点にもなっている。
バサラ技は敵にダメージを与えたり、プレイヤーがダメージを受けたり、またはステージ中のつづらに入っている神水を取ることでゲージを増やし。またプレイヤーの体力が減少して瀕死になると、徐々にバサラゲージが増加し、ゲージが満タンになることで使用できる。バサラ技の使用中は無敵状態であり、武将によって属性（雷・炎・氷・光・闇・風）の追加ダメージや一時的な性能上昇が発生する。

## 各作品の特徴

### 戦国BASARA（第1作）

#### システム
本作には「天下統一」モードと「自由合戦」モード、「ギャラリー」モードがある。
天下統一モード
メインモード。各軍ごとに設定された本拠地から他の領土に侵攻していき、すべての領土を制圧すれば天下統一となる（この間、他の武将もそれぞれ領土に侵攻する）。当初選択可能なキャラクターは6人であるが、クリアするごとに使用可能キャラクターが増えていき、最終的には16人の武将が使えるようになる。
戦う勢力の組み合わせによっては、シーンに入る前にアニメーションムービーが挿入される。史実通り（武田信玄VS上杉謙信）から夢の対決（織田信長VS伊達政宗、島津義弘VS本多忠勝）まで様々である。
クリアをすると合戦中に手に入れた玉手箱の中身を確認して、武器やアイテムを得ることができる。また倒した敵の数や制圧した敵の拠点、味方の生存人数などによって、経験値が得られ、経験値が一定値を超えるとレベルが上がる。
難易度変更が可能であり、「普通」と「難しい」は最初から選択できるが難易度が高い方が希少な武器やアイテムを得ることができる。ゲームを進めれば「究極」「おみくじ」も出現する。「おみくじ」は実際の難易度と難易度から得られるアイテムレベルがランダムになるというもので、運がよければ「普通」レベルで最強武器の入手が可能。
自由合戦モード
天下統一で今までにプレイしたことのあるステージの中から、自由に選択して遊ぶことができる。条件を満たせば、自分の領土を戦場として選択することも可能になり、同じキャラクター同士による一騎討ちも行える。
ギャラリーモード
キャラクター紹介（イラストとボイス）、ムービー、音楽、合戦豆知識がある。天下統一モードや自由合戦を進めることで閲覧可能な項目が増えていく。

#### キャラクター
本作品に登場するキャラクターは以下の21人である。
プレイヤー武将
伊達政宗、真田幸村、織田信長、濃姫、上杉謙信、武田信玄、いつき、ザビー、森蘭丸、明智光秀、かすが、前田利家、まつ、猿飛佐助、島津義弘、本多忠勝
敵武将
徳川家康、長曾我部元親、北条氏政、毛利元就、今川義元

#### 開発
2003年11月にプロデューサーの小林裕幸は新作タイトルの企画会議に案を出すが、役員からは当時のカプコンが2期連続で赤字になり経営面で厳しいため、無難にヒットタイトルの続編を推す声があった。また2年前に同じ戦国時代が舞台のアクションゲーム『鬼武者』を発売していたことから、役員からは競合タイトルになると思われて難色を示された。しかし小林は『鬼武者』とは違い、本作はカジュアル層をメインとしターゲットが異なることを説明し、最終的に当時社長の辻本憲三の「苦しい時でもチャレンジは必要」と言う言葉から開発が承認された。
開発半ばごろの2004年7月には開発が停滞していた。理由はこれまでのカプコンのアクションゲームは難しいことを売りにしてきた中、本作は小林の打ち出した「誰もが楽しめる戦国アクションゲーム」のコンセプトのため、ボタンを押すだけで敵を倒せるゲーム性に社内から疑問の声が上がっていたためである。小林としては新規層の開拓のために難易度を下げることを提案したが、難しさに代わる魅力に欠け、打開策を提案できないことから、ディレクターを山本真に交代することを決断した。中途入社の山本にはカプコンが持つ固定観念がないこともあり、キャラクター性を重視することを提案、キャラクターの史実を取り入れながらも、現実からは乖離した自由な発想を意識して、SFやホラー、オカルト、コメディなど多様なエンターテインメントを強調するアイデアを生み出していった。また一般的には戦い中に会話をする余裕はないが、キャラクターの存在感を高めるために人気のある声優の声を充てることになった。これによってテストプレイ時には本作のコンセプトに懐疑的であったスタッフにも賞賛された。
テーマ曲はT.M.Revolutionの「crosswise」が採用された。

##### スタッフ
オープニングや天下統一モードで流れるCGムービーはデジタル・フロンティアが担当している。アニメーションムービーはマングローブが手掛けた。
全編にわたって使用されているのは、土林誠のイラストである。

#### 関連商品
- 書籍
  - 『戦国BASARA天下統一指南書』CAPCOM完璧攻略シリーズ 56、カプコン、2005年7月、ISBN 4575164437
  - 『戦国BASARA 公式ガイドブック』エンターブレイン、2005年8月、ISBN 4757724608
  - 『戦国BASARA オフィシャルコンプリートガイド』 カプコン、2005年8月、ISBN 4906582923
  - 『戦国BASARA オフィシャルコンプリートワークス』 カプコン、2005年9月、ISBN 4906582974
  - 『戦国BASARA 台本全集』 カプコン、2007年3月、ISBN 4862331211
  - 『戦国BASARA FILM DVD BOOK 7番勝負!』カプコン、2006年7月、ISBN 4862330576 - CG&アニメシーンDVD付き絵コンテ集
- 漫画
  - 『戦国BASARA 乱・世・乱・舞』霜月かいり、メディアファクトリー - 『コミック戦国マガジン』に掲載
    - 第1巻 2006年1月、ISBN 4840113556
    - 第2巻 2006年4月、ISBN 484011384X
    - 第3巻 2006年7月、ISBN 4840116024

  - 『戦国BASARA オフィシャルアンソロジーコミック 天覇編』カプコン、2005年12月、ISBN 4862330207
  - 『戦国BASARA オフィシャルアンソロジーコミック 地裂編』カプコン、2006年3月、ISBN 4862330339
    - 『戦国BASARA オフィシャルアンソロジーコミック 天覇/地裂 新装版』カプコン、2010年2月、ISBN 486233251X

  - 『戦国BASARA アンソロジーコミック』ブロスコミックスEX、エンターブレイン、2006年1月、ISBN 4757725213
  - 『戦国BASARA 4コマアンソロジーコミック』ブロスコミックスEX、エンターブレイン、2006年2月、ISBN 4757726317
  - 『戦国BASARA アンソロジーコミック 烈火の章』ブロスコミックスEX、エンターブレイン、2006年6月、ISBN 4757727410
  - 『戦国BASARA アンソロジーコミック 雷鳴の章』ブロスコミックスEX、エンターブレイン、2006年7月、ISBN 4757728417
- CD
  - 戦国BASARA オリジナルサウンドトラック サイトロン・デジタルコンテンツ
  - 戦国BASARA 〜宿命!川中島の合戦〜 サイトロン・デジタルコンテンツ

### 戦国BASARA2
キャラクター
本作品に登場するキャラクターは以下の30人である（太字は新登場のキャラクター）。
プレイヤー武将
長曾我部元親、毛利元就、前田慶次、豊臣秀吉、竹中半兵衛、宮本武蔵、および前作の16人
敵武将
徳川家康、北条氏政、今川義元、片倉小十郎、風魔小太郎、浅井長政、お市、本願寺顕如

システム
- 際立ったプレイをすると、称号（全54種）を獲得できるようになった。この称号にはそれぞれポイントがついており、一定数以上のポイントを得るとレアアイテムが入手できるなどの特典を得られる。
- プレイヤー武将全員に「衣装其の弐」が追加され、ステージ開始前の装備画面で変更すればキャラクターの姿（服装）を変えられる。開放条件はその武将で天下統一モードをクリア。衣装デザインは志水アキと土林誠が担当した。
- 敵兵を100人斬りするごとに戦極ドライブゲージに火が灯り、戦極ドライブを発動させることができるようになった。発動中は能力が飛躍的に上昇、防御力とスピードが劇的に向上し、常時スーパーアーマー（敵の攻撃を受けてもよろけなくなる）状態になる。さらに戦極ドライブ中にバサラ技を発動させると、高威力の究極バサラ技に変化する。また、戦極ドライブの発動中は体力がゼロにならない。レベルアップと共に、壱から参までパワーアップが可能となり、段階に応じて持続時間と究極バサラ技が強化される。
- ヒット数が100以上になると、敵兵を倒した際に小判を落とすようになった。以後200・300・400HITと共に落とす小判の量が増加し、500HITを超えると「バサラフィーバー」状態となる。この状態は一定時間続き、ヒット数が爆発的に増加したり、敵に攻撃を当てるだけで小判を入手できる。なお、フィーバー終了後以降も500の倍数に達するごとにフィーバー状態となる（その間は400HIT時点の状態になる）。
- 上記の方法や青いつづらを壊すことで手に入る小判を溜めてバサラ屋なる商店に売っているアイテム・武器・防具を購入するシステムが追加された（『1』では合戦中の玉手箱入手によってのみランダムでアイテム・武器が手に入った）。食べ物を買って食事をすることで武将のパラメータ（体力、攻撃力、防御力）をそれぞれ10回まで強化することも可能。バサラ屋で売っているアイテムはバサラ屋でしか手に入らないため、アイテムや武器を全て集める場合はかなりの量の小判が必要となる。
- 武器の種類が、全6種から全8種へと増加。なお『1』の第6武器（珍品武器）は、それぞれ第7武器（お楽しみ武器）として再び登場しているが、一部の武将のものは変更されている。なお、政宗・幸村・濃姫の3人は、第7ではなく第8武器が『デビルメイクライ』の武器となっている。
- 装備に防具が追加された。防具を変えるとキャラクターの外見も変化する（『1』では武器・アイテムのみ装備可）。
- キャラクター全員に固有アイテムが用意された（『1』では一部のキャラクターのみに存在した）。特定の戦闘で条件を満たすと獲得可能。
- いつき一揆衆・ザビー教の勢力の人物（農民・信者）の名前は公式サイトで一般公募された（エンディングで紹介）。
- 一部の固有技使用時のバサラゲージの消費がなくなった（体力消費技は変わらず）。
- 前作に続き、オープニングや天下統一モードで流れるCGムービーはデジタル・フロンティアが担当している。
- 全編にわたって使用されているのは、CGモデルである。前作と異なりキャラクターデザインを担当した土林誠のイラストは使用されていない。

ストーリーモード
新モード。各プレイヤー武将ごとに5-6章のシナリオが設定されており、合間にCGムービーが挿入される。武蔵にのみ用意されていない。
天下統一モード
敵軍を倒すと、その敵の統治国の数に応じて、財宝を手に入れることが可能になった。財宝は、敵勢力の支配土地数が多いほど価値の高いものが入手できる（その分敵が強化されていく）。
エンディングでは、今までの経過を綴った年表が流れるようになった。
天下統一を進めて統治国を増やしていくと、宮本武蔵が乱入してくることがある。武蔵には多額の褒賞金が掛けられており、素早く撃破すれば時間に応じてボーナスを得られる。しかし、時間がかかり過ぎてしまうと勝負自体が無効となってしまう。
大武闘会モード
単身で複数の武将を一度に相手取り、100連戦に挑む新モード。このモードで手に入るボーナス経験値は一戦ごとに増加し、一度も中断せずに100連戦を勝ち抜くと、100万石という莫大な経験値を手にすることができる。また、50勝・100勝のタイミングで最高の防具と武器を獲得できる。10戦ごとにセーブして中断可能。普段は敵対している勢力の人物が協力し、敵として出てくるのも特徴である。その中には史実の小ネタに基づく組み合わせもある。
- テーマ曲
  - オープニングテーマ：「DIVE into YOURSELF」[注 2]HIGH and MIGHTY COLOR
  - エンディングテーマ：「Brave」伴都美子
- 関連商品
  - 戦国BASARA2 オリジナルサウンドトラック サイトロン・デジタルコンテンツ
  - 戦国BASARA2 オフィシャルガイドブック カプコン
  - 戦国BASARA2 公式ガイドブック エンターブレイン
  - 戦国BASARA2 名語録 〜英雄達のセリフコレクション〜 カプコン
  - 戦国BASARA2 台本全集 カプコン
  - 戦国BASARA2 オフィシャルコンプリートワークス カプコン
  - 戦国BASARA2 VISUAL&SOUND BOOK Vol.1-Vol.3（画集&ドラマCD） メディアワークス（現・アスキー・メディアワークス）
- ドラマCD
  - 戦国BASARA2 〜百花繚乱!小田原の役〜 サイトロン・デジタルコンテンツ
  - 戦国BASARA2 〜蒼穹!姉川の戦い〜 ハピネット
  - 戦国BASARA2 〜紅蓮!三方ヶ原の戦い〜 ハピネット
  - 戦国BASARA2 〜漆黒!本能寺の変〜 ハピネット
  - 戦国BASARA2 〜邂逅!瀬戸内の戦い〜 ハピネット
- 漫画
  - 戦国BASARA2 『電撃「マ）王』 第1巻-第4巻 灰原薬（監修：カプコン） メディアワークス
  - 戦国BASARA2 〜落花流水の章〜 『ビーンズエース』 綾瀬マナ（シナリオ協力：土井佐智子 / 監修・協力：カプコン） 角川書店
  - 戦国BASARA2 Groove'n Dragon 『BASARA STYLE』 第1巻-第2巻 久織ちまき カプコン（文庫版あり）
  - 戦国BASARA2 BURNING SOUL 『BASARA STYLE』 芥川明 カプコン（文庫版あり）
  - 戦国BASARA2 オフィシャルアンソロジーコミック 激突 上・下巻 カプコン
    - 戦国BASARA2 オフィシャルアンソロジーコミック 激突 新装版 カプコン

  - 戦国BASARA2 オフィシャル4コマアンソロジーコミック 四季の陣 カプコン
  - 戦国BASARA2 アンソロジーコミック エンターブレイン
  - 戦国BASARA2 アンソロジーコミック+漫華集+ エンターブレイン
  - 戦国BASARA2 4コマアンソロジーコミック エンターブレイン
  - 戦国BASARA2 コミックアンソロジー メディアワークス
- 小説
  - 戦国BASARA2 Cool&The Gang 安曽了（イラスト：土林誠・灰原薬） 電撃文庫

#### 戦国BASARA2 英雄外伝(HEROES)
『2』に追加要素や変更が加えられた作品。

##### システム
初回プレイ時に『2』のプレイヤーレベル、武器、防具、キャラクター固有アイテム、成長アイテムの効果、称号をコンバート（引き継ぎ）することができる。ただし、ゲーム開始後は新たに引き継ぐことはできない。また、逆に『英雄外伝』のデータを『2』に反映させることもできない。なお、コンバートしても『2』のデータは消えない。
本作にはストーリーモード、外伝ストーリーモード、天下統一モード、自由合戦モード、対戦モード、大武闘会モード、ギャラリーモードがある。本作では対戦モード、従来の天下統一、大武闘会モードを2人プレイで挑むことができるようになった。
ストーリーモード
片倉小十郎、浅井長政、お市の3人に用意されており、全5章構成。
外伝ストーリーモード
『2』で描かれなかった側面を明らかにするモード。伊達政宗、真田幸村、前田慶次、風魔小太郎、長曾我部元親の5人に用意されており、全3章構成。
天下統一モード
前作まで同様だが、新要素として宮本武蔵に加えて松永久秀が敵武将として乱入してくるようになった。
自由合戦モード
任意のプレーヤーキャラクターを用いて合戦できる。
対戦モード
8種類のミニゲームがプレイできる。
大武闘会モード
全100ステージの勝ち抜き戦。2人の武将を選択してのタッグ戦となり、2人プレイ時は2人同時に、1人プレイ時では2人のキャラクターを交代させつつ戦う。前作とは違いロードするたびにデータが消滅する仕様ではなくなり、各武将ごとに状態を保存できるようになった。
新要素として「兵への挑戦状」が追加された。「3分以内にクリアせよ」「無傷で勝利せよ」などの課題が与えられ、大武闘会の敵将撃破と平行してクリアしていくと賞金を獲得できる。
大武闘会100ステージをクリアすることで従来の大武闘会モードに時間制限が加わった「極・大武闘会」が登場する。クリアすると、経験値のかわりに莫大な額の賞金を獲得できる。
その他本作での変更点は以下の通り。
- イラストが変更され、全編にわたって使用されているのはアニメ調のイラストであり、ムービーも全てアニメーション、キャラクターセレクト画面、プレイ中の会話で表示される顔も雑魚、武将問わず全てアニメ調のイラストに変更されている。
- 全武将に「衣装其の壱（染）」が用意された。これは、衣装其の壱のカラーリングを変更したものである。『英雄外伝』で新たに操作可能になった武将には、別個に「衣装其の弐」も用意されている。
- 「バサラくじ」が登場した[25]。これは戦利品から取得済のものが出た場合にランダムで出現し（『2』では米俵か小判のみであった）、買い物の際にくじを引くことができる。当たりの場合の商品は賞金か割引。大当たりの場合の商品は好きな商品一つ、商品半額もしくは全額割引、もしくは10000両。はずれの場合は100両。100枚まで所持することができる。
- バサラフィーバー中は戦極ドライブ発動状態（フィーバードライブ）となる[26]が、500Hitごとに「フィーバードライブ」状態が発動するようになった。ドライブ中はコンボが途切れることがなくなる。
- 一部の固有技は「刻印ヒット技」となった。相手に当てると体力ゲージが黄色になり、その間に刻印ヒット技以外の技を当てると、通常より多くのヒット数を稼げる[26]。そのため、前作まであったヒット数が増加するアイテムは別のアイテムに差し替えられた。
- 称号の内、モード限定で入手できる称号以外の戦闘中に条件を満たせる称号は、他のモードでも入手可能となった。

##### キャラクター
本作品に登場するキャラクターは以下の31人である（太字は新登場のキャラクター）。
プレイヤー武将
片倉小十郎、浅井長政、お市、風魔小太郎、徳川家康、北条氏政、今川義元、本願寺顕如、および前作までの22人
敵武将
松永久秀

##### テーマ曲
- メインテーマ：「BLADE CHORD」abingdon boys school[27]
- 挿入歌：「眠れ緋の華」能登麻美子[27]

##### 関連商品
- 書籍
  - 『戦国BASARA2 英雄外伝(HEROES) オフィシャルガイドブック』カプコン、2007年11月、ISBN 9784862331649
  - 『戦国BASARA2 英雄外伝(HEROES) 公式ガイドブック』 エンターブレイン、2007年12月、ISBN 9784757739666
  - 『戦国BASARA2 英雄外伝(HEROES) オフィシャルコンプリートワークス』カプコン、2008年1月、ISBN 9784862331700
  - 『戦国BASARA2 英雄外伝(HEROES) 台本全集』カプコン、2008年2月、ISBN 9784862331731
- 漫画
  - 『戦国BASARA2 英雄外伝(HEROES) コミックアンソロジー』電撃コミックス EX、アスキー・メディアワークス、2008年1月、ISBN 9784840241823
  - 『戦国BASARA2 英雄外伝(HEROES) オフィシャルアンソロジーコミック』カプコン、2008年3月、ISBN 9784862331748
- CD
  - 『戦国BASARA2 英雄外伝(HEROES) オリジナルサウンドトラック』ハピネット

#### 戦国BASARA2 英雄外伝(HEROES) ダブルパック
Wii版『2』と『英雄外伝』のセット。Wii初のディスク2枚組ソフトである。
Wii版『2』の変更点
- 22武将全員が最初から使用可能になっている。これはセーブデータを共有できる『英雄外伝』にあわせたため。
- 上記と同じ理由で、難易度「究極」が最初から選択可能になっており、「自由合戦」では全てのステージが最初から選択可能になっている。
- オープニングテーマが「DIVE into YOURSELF」から、『英雄外伝』と同じ「BLADE CHORD」に差し替えられている（映像は同じ）。なお、エンディングの「Brave」はそのまま。
- ハードの性能上、ロード時間とセーブ時間がPS2版よりも短縮されている。

Wii版『英雄外伝』の特徴
- Wiiリモコン+ヌンチャク、またはクラシックコントローラによる操作。ただし、ヌンチャクスタイルの場合でもWiiリモコンは振らず、すべてボタン操作のみでプレイする。制作当初はリモコンを振って操作する実験も行われていたが、ボタン連打だけで進めることを売りにしている本シリーズとはマッチしなかったため、PS2版同様ボタン操作のみとなった。なお、ヌンチャクスタイルはボタンの数の都合上、カメラ操作ができないため、クラシックスタイルのほうが操作しやすい。ゲームキューブコントローラには非対応。
- PS2版と異なり、『2』『英雄外伝』の間でセーブデータを共有することも可能であるため、『英雄外伝』で育てた武将で『2』をプレイすることなども可能である。
- ハードの性能上、セーブ時間やロード時間がPS2版に比べて大幅に短縮されており、特にロード時間は、ロード画面（画面右下でタイトルロゴが点滅する画面）が表示されないほど速い。

- 関連商品
  - カプコン完璧攻略シリーズ62 戦国BASARA2 英雄外伝(HEROES) ダブルパック 完全攻略指南書 レッカ社

#### 戦国BASARA HD Collection
『1』『2』『英雄外伝』をHDリマスター化して1本に収録したもの。
- 追加要素として、各作品の武将・戦場・衣装・固有技を全て最初から使用可能にする、隠し要素解放機能が搭載されている[29]。
- 『2』と『英雄外伝』はWii版同様セーブデータが共有可能になった。
- 映像特典として、伊達政宗のイメージ映像と「BSR48総選挙48武将公約PV」[30]と『エクストルーパーズ』のPVが収録されている。
- 初回同梱特典として『ブラウザ戦国BASARA』限定カードシリアルコード・戦国BASARA カードヒーローズ』限定カードシリアルコードが付属。また、数量限定特典としてドラマCD「戦国BASARA 第1回BSR48選抜総選挙 ドラマCD Soul revolution」が付属した。『宴』に付属していた投票券による人気投票で決定された「第1回BSR48選抜総選挙」の選抜武将たちが出演する。

- テーマ曲
  - メインテーマ：「WE aRE」abingdon boys school
- 関連商品
  - 戦国BASARA HD Collection オリジナルサウンドトラック ミュージックレイン

### 戦国BASARA X
- 2D対戦型格闘ゲームで、開発はGUILTY GEARシリーズで知られるアークシステムワークスが行った。
- プレイヤーキャラクターは、伊達政宗、真田幸村、前田慶次、長曾我部元親、毛利元就、上杉謙信、お市、織田信長、豊臣秀吉、本多忠勝の10人。家庭用版では片倉小十郎、竹中半兵衛が追加されて12人となった。
- 一定時間が経過すると「援軍」を呼ぶことが可能。政宗なら小十郎、幸村なら佐助と信玄といったように、プレイヤーキャラクターと関連の深い人物が登場する。攻撃、防御、カウンターなど、様々な能力でプレイヤーをサポートする。
- ゲージがたまると、一撃で相手を倒すことのできる「一撃BASARA技」を発動させることができる。
- 本多忠勝を除く11人のキャラクターに永久コンボがある。
- 闘劇'10（カテゴリーB）にて、開催種目に選ばれた。

- テーマ曲
  - メインテーマ：「crosswise」T.M.Revolution
- 関連商品
  - 戦国BASARA X オリジナルサウンドトラック ティームエンタテインメント
  - 戦国BASARA X 攻略ガイド エンターブレイン
  - 戦国BASARA X オフィシャルガイドブック カプコン
- 漫画
  - 戦国BASARA X オフィシャルアンソロジーコミック カプコン

### 戦国BASARA BATTLE HEROES
- 主な戦闘システムは、2人1組となり2vs2で行なうチームバトル。アドホックモードに対応しており、2-4人でプレイが可能。
- プレイヤーキャラクターは『英雄外伝』と同じ30名。松永久秀は本作品でも敵武将としてのみの登場。
- プレイヤーキャラクター全30名に全6章の「ストーリーモード」、伊達政宗・真田幸村・前田慶次が中心の「ミッションモード」が用意されている。
- 今作で勝敗を左右するのは、自軍と敵軍の戦力を表す戦力ゲージである。自分または味方が戦闘不能になり、復帰するたびに戦力ゲージが減少し、自軍のゲージがなくなる前に敵軍のゲージをゼロにすれば勝利となる。
- 敵にダメージを与える、あるいは自分がダメージを受けると、戦極ドライブゲージが溜まっていき、満タンになることで一時的に能力が向上する戦極ドライブを発動させることができる。向上する能力はスピード、パワー、防御能力の3種。
- 当時の機動戦士ガンダム vs.シリーズの開発はカプコンであったためか、多くのシステムが類似している。

- テーマ曲
  - メインテーマ：「JAP」abingdon boys school
  - 挿入歌：「Sailing free」OLIVIA
  - 挿入歌：「眠れ緋の華」能登麻美子
- 関連商品
  - 戦国BASARA バトルヒーローズ オリジナルサウンドトラック flying DOG
  - 戦国BASARA バトルヒーローズ 戦極ヒーローズガイド Vジャンプブックス（集英社）
  - 戦国BASARA バトルヒーローズ オフィシャルコンプリートガイド カプコン
  - 戦国BASARA バトルヒーローズ 台本全集 カプコン
  - 戦国BASARA バトルヒーローズ オフィシャルコンプリートワークス カプコン
- 漫画
  - 戦国BASARA バトルヒーローズ コミックアンソロジー アスキー・メディアワークス

### 戦国BASARA3
『2』より約4年ぶりとなるナンバリングタイトル。織田軍・豊臣軍滅亡後の乱世にて、徳川家康・石田三成を中心とした関ヶ原の戦いを中心的に描く。

#### システム
本作には「戦国ドラマ絵巻」モードと「自由合戦」モードがある。
戦国ドラマ絵巻は『2』のストーリーモードと天下統一モードを組み合わせた新モード。各プレイヤー武将にシナリオが用意されており、これまでの1本道のストーリーとは違って複数の進軍先が選択可能になった。選んだルートによって起こるイベントが変化し、各武将にそれぞれ複数のエンディングが存在する。当初選択できる武将は6人である。
武将選択後に進軍準備をする。本作に武器は存在するが、合戦終了後の戦利品取得時に性能の高いものがあれば、自動的に付け替えられる。装備中の武器には「装具」をつけることができ、戦利品として取得できる。また装具はバサラ屋にて資源や小判を使用して生成することができる。資源には各合戦場の玉手箱から得られる「ご当地資源」や合戦中条件を満たすことで得られる「実績資源」がある。ほか本作では様々なアシストをしてくれる「仲間武将」を任意で連れて行くことが可能となった。仲間武将は戦国ドラマ絵巻の特定のルートを通ることで得られる。
合戦時の基本的な行動として『2』までの戦極ドライブに代わり、「戦刻ブースト」が発動できるようになった。敵武将撃破や陣制圧でブーストケージを溜めることができる。発動時は一定時間敵の動きがスローになったり、敵から獲得できる小判や経験値が増加する。ブースト中に5人撃破ごとに2秒延長することができる。また固有技の発動方法が変更され、従来までは2種類の固有技を任意に選択し切り替えて使用するスタイルであったが、本作品では常時4種類の固有技を扱うことができるようになった。さらに固有技に加えて、選択制の「固有奥義」1種類を使用することができるようになった。固有奥技は強力な攻撃技のほか、戦闘スタイルの変化・ステータスの一時強化などの効果を得ることができる（『英雄外伝』以前の固有技が移行しているものもある）。なお本作にもバサラフィーバーがあるが、フィーバー中にさらに500Hitsを稼ぐと、スーパーフィーバーに突入するようになった。ほか合戦では「陣地」が新たにマップ上に配置されるようになった。敵軍勢の強さに影響を与え、敵軍勢がこれを多く持っている場合には敵武将が強くなる。敵陣にいる陣大将を倒すことで自軍の陣地にできる。

#### キャラクター
本作品に登場するキャラクターは以下の通りである（太字は新登場のキャラクター）。また、前作までの作品に登場していた一部のキャラクターが本作品では敵武将 (NPC) での登場、あるいは未登場となっている。
プレイヤー武将
徳川家康（青年）、石田三成、伊達政宗、真田幸村、大谷吉継、雑賀孫市、黒田官兵衛、鶴姫、前田慶次、本多忠勝、長曾我部元親、毛利元就、島津義弘、お市、風魔小太郎、織田信長
敵武将
小早川秀秋、天海、最上義光、立花宗茂、大友宗麟、片倉小十郎、猿飛佐助、上杉謙信、かすが、前田利家、まつ、北条氏政
地方領主
南部晴政、佐竹義重、宇都宮広綱、姉小路頼綱、尼子晴久、直江兼続
ドラマ武将（ムービーのみ）
武田信玄、豊臣秀吉、竹中半兵衛

#### テーマ曲
- メインテーマ：「Naked arms」T.M.Revolution[43]
- エンディングテーマ：「逆光」石川智晶[43]

#### 関連商品
- 書籍
  - 『戦国BASARA3 武将読本』講談社、2010年7月、ISBN 9784063648324
  - 『戦国BASARA3 合戦ナビゲートガイド』Vジャンプブックス、集英社、2010年7月、ISBN 9784087795608
  - 『戦国BASARA3 婆裟羅ドラマ絵巻』エンターブレイン、2010年8月、ISBN 9784047266872
  - 『戦国BASARA3 オフィシャルコンプリートガイド』カプコン、2010年9月、ISBN 9784862332707
  - 『別冊宝島 公式読本『戦国BASARA3』関ヶ原の戦い』宝島社、2010年9月、ISBN 9784796677981
  - 『戦国BASARA3 オフィシャルコンプリートワークス』カプコン、2010年10月、ISBN 9784862332714
  - 『戦国BASARA3 台本全集』カプコン、2010年11月、ISBN 9784862332783
  - 『戦国BASARA3 ビジュアルブック 限定 伊達政宗 iPhoneケース付き』カプコン、2011年1月、ISBN 9784862332929
  - 『戦国BASARA3 電撃VISUAL&SOUND BOOK』 アスキー・メディアワークス、2011年3月、ISBN 9784048703567
  - 『戦国BASARA3 ビジュアル&ストーリーアーカイブ』カプコン、2011年9月、ISBN 9784862333216
- 漫画
  - 『戦国BASARA3 -ROAR OF DRAGON-』大賀浅木（監修・協力：カプコン） 集英社 - 『ジャンプSQ.』で掲載
    - 第1巻、2010年7月、ISBN 978-4088700595
    - 第2巻、2010年10月、ISBN 978-4088701233
    - 第3巻、2011年2月、ISBN 978-4088701820

  - 『戦国BASARA3 Bloody Angel』伊藤龍（監修・協力：カプコン）秋田書店 - 『月刊少年チャンピオン』で掲載
    - 第1巻、2012年6月、ISBN 978-4253133012
    - 第2巻、2012年7月、ISBN 978-4253133029
    - 第3巻、2012年11月、ISBN 978-4253133036
    - 第4巻、2013年4月、ISBN 978-4253133043
    - 第5巻、2013年7月、ISBN 978-4253133050
    - 第6巻、2013年11月、ISBN 978-4253133067
    - 第7巻、2014年3月、ISBN 978-4253133074
    - 第8巻、2014年6月、ISBN 978-4253133081

  - 『戦国BASARA3 コミックアンソロジー』電撃コミックス EX、アスキー・メディアワークス、2010年11月、ISBN 978-4048689229
  - 『戦国BASARA3 Tiger's Blood』伊藤龍（原作：カプコン） カプコン、2012年6月、ISBN 978-4862333537 - 『カプ本』で掲載
  - 『戦国BASARA3 Naked Blood』伊藤龍（原作：カプコン） カプコン、2013年4月、ISBN 978-4862333971 - 『カプ本』で掲載
  - 『戦国BASARA3 〜鬼神の如く〜』樋口大輔（監修・協力：カプコン） 角川書店、2012年9月、ISBN 978-4041204306 - 『月刊Asuka』で掲載
- 小説
  - 『戦国BASARA3 伊達政宗の章』矢野隆（イラスト：堤芳貞） 講談社BOX、2011年11月、ISBN 978-4062837866
  - 『戦国BASARA3 片倉小十郎の章』映島巡（イラスト：堤芳貞） 講談社BOX、2013年12月、ISBN 978-4062838603
    - 『戦国BASARA3 伊達政宗の章/片倉小十郎の章』合本文庫版 講談社文庫、2016年6月、ISBN 978-4062934169

  - 『戦国BASARA3 徳川家康の章』タタツシンイチ（イラスト：堤芳貞） 講談社BOX、2011年12月、ISBN 978-4062837910
  - 『戦国BASARA3 石田三成の章』梶よう子（イラスト：堤芳貞） 講談社BOX、2012年2月、ISBN 978-4062837965
    - 『戦国BASARA3 徳川家康の章/石田三成の章』合本文庫版 講談社文庫、2016年8月、ISBN 978-4062934718

  - 『戦国BASARA3 真田幸村の章』野崎雅人（イラスト：堤芳貞） 講談社BOX、2012年3月、ISBN 978-4062838009
  - 『戦国BASARA3 猿飛佐助の章』佐々原史緒（イラスト：堤芳貞） 講談社BOX、2013年12月、ISBN 978-4062838580
    - 『戦国BASARA3 真田幸村の章/猿飛佐助の章』合本文庫版 講談社文庫、2016年5月、ISBN 978-4062933896

  - 『戦国BASARA3 長曾我部元親の章』タタツシンイチ（イラスト：堤芳貞） 講談社BOX、2013年6月、ISBN 978-4062838368
  - 『戦国BASARA3 毛利元就の章』鏡征爾（イラスト：堤芳貞） 講談社BOX、2013年7月、ISBN 978-4062838504
    - 『戦国BASARA3 長曾我部元親の章/毛利元就の章』合本文庫版 講談社文庫、2016年7月、ISBN 978-4062934404
- CD
  - 『戦国BASARA3 オリジナルサウンドトラック』ミュージックレイン

#### 戦国BASARA3 宴
『3』に様々な新規追加要素や変更が加えられた作品。
キャラクター
プレイヤー武将
今作新規追加の松永久秀・武田信玄に加え、前作『3』における敵武将12名とプレイヤー武将16名の総勢30名

システム
- 『3』から新しく導入された戦刻ブーストに加え、『英雄外伝』までの戦極ドライブが選択可能になった。戦極ドライブは武将のレベルによらず、常に3段階までストック可能。
- 究極を上回る難易度「婆裟羅（ばさら）」を選択可能になった。また、キャラクターレベルの限界 (Lv.MAX) がLv.100から200に引き上げられた。
- 『3』のプレイヤー武将16人にそれぞれ新固有技や細かい性能調整が加えられた。
- 一部を除いたほぼ全てのモードで2人プレイ、タッグモード（プレイ中にプレイヤー武将と選択した仲間武将を交互に操作できる）が可能になった。
- バサラ屋が『英雄外伝』までの小判でアイテムを購入する仕様に戻り、ご当地資源はバサラ屋で買えるステータスアップ商品となった。また『3』では表示されなくなっていた武器レベルが復活。実績資源は装備中の武器を強化するものとなった。
- バサラくじがバサラ富くじと名称を変えて復活。富くじを使用しないと獲得できないアイテムも存在する。

ストーリーモード
松永久秀、片倉小十郎、猿飛佐助、小早川秀秋、天海、最上義光、立花宗茂、大友宗麟の8名に用意されている。全3章構成。『3』での戦国ドラマ絵巻に収録されていたシナリオは未収録。
天下統一モード
- 『3』では戦国ドラマ絵巻にストーリーモードと合併された形となり廃止されていたが、今作で復活。
- 「通常制覇」「戦国ドリームチャンス」の2つがあり、前者は『英雄外伝』までのシステムとほぼ同一だが、後者は自軍以外の軍勢の勝敗を予想する賭けができる。これにより一度に大量の資金稼ぎが可能となった。
- 『英雄外伝』までの乱入がなくなった代わりに、進軍中の様々な条件に応じて隠し合戦場が出現し、クリアすれば経験値倍率が上がるようになった。またルーレットつづら兵システムが追加され、配置されたステージでは陣を取るごとにルーレットが回り、出目に応じてボーナスを獲得できる。

日本遊戯モード
総計31ステージの「遊戯」をクリアするモード。システムとしては細かいステージに分けられた大武闘会。クリアすれば仲間武将と賞金を獲得できる。1つの遊戯には複数のミッションが用意されており、それら全てを達成してクリアとなる。
決戦モード
武将同士が様々な条件で戦うモード。NPCや2人プレイで直接対決できる「真剣勝負」、降り注いでくる様々なアイテムを駆使して競う「波瀾万丈戦」、条件を満たすと出現し、総勢30名の武将と連戦する「三十人組手」がある。
備考
シリーズで初めてCEROによるレーティングが「C（15才以上対象）」になった。原因は松永久秀が起こした行動。
- テーマ曲
  - メインテーマ：「UTAGE」T.M.Revolution[44]
  - エンディングテーマ：「黄昏」Do As Infinity
- 関連商品
  - 戦国BASARA3 宴 オリジナルサウンドトラック ミュージックレイン
  - 戦国BASARA3 宴 PS3/wii両対応版 英雄宴武ガイド Vジャンプブックス
  - 戦国BASARA3 宴 オフィシャルコンプリートガイド カプコン
  - 戦国BASARA3 宴 台本全集 カプコン
  - 戦国BASARA3 宴 オフィシャルコンプリートワークス カプコン
- 漫画
  - 戦国BASARA3 宴 コミックアンソロジー アスキー・メディアワークス

### 戦国BASARA CHRONICLE HEROES
- 主な戦闘システムは『BH』と同様だが、今作で新しいシステムが追加された。
- プレイヤーキャラクターは『BH』の30人に徳川家康（青年）・石田三成を加えた32人。また、松永久秀が敵武将として登場している。
- 過去作のストーリーなどが「クロニクルステージ」として遊べるようになっている。
- 初回同梱特典としてセガのアーケードゲーム『戦国大戦』のPRカード「真田幸村」が同梱された。
- いつき役の川上とも子が休養中であったため、いつきの音声は以前収録されたものが流用されているが、その後2011年6月11日に川上が死去したため本作品は事実上の遺作の一つとなっている。

- テーマ曲
  - メインテーマ：「FLAGS」T.M.Revolution
  - 挿入歌：「誓い」Do As Infinity
- 関連商品
  - 戦国BASARA クロニクルヒーローズ オリジナルサウンドトラック ミュージックレイン
  - 戦国BASARA クロニクルヒーローズ 激闘クロニクルガイド Vジャンプブックス
  - 戦国BASARA クロニクルヒーローズ オフィシャルコンプリートガイド カプコン
  - 戦国BASARA クロニクルヒーローズ 台詞全集 カプコン

### 戦国BASARA4
ストーリー
足利義輝が行った「天政奉還」による室町時代の終焉と戦国時代の始まりを描く。
キャラクター
本作品に登場するキャラクターは以下の通りである（太字は新登場のキャラクター）。
プレイヤー武将
伊達政宗、石田三成、島左近、柴田勝家、真田幸村、徳川家康（青年）、井伊直虎、山中鹿之介、後藤又兵衛、前田慶次、片倉小十郎、織田信長、松永久秀、豊臣秀吉、竹中半兵衛、浅井長政、お市、長曾我部元親、毛利元就、猿飛佐助、大谷吉継、最上義光、本多忠勝、雑賀孫市、鶴姫、小早川秀秋、天海、黒田官兵衛、大友宗麟、立花宗茂、島津義弘、風魔小太郎
敵武将
武田信玄、上杉謙信、かすが、明智光秀、前田利家、まつ、直江兼続、京極マリア、足利義輝

システム
- 戦友システムの導入。『3』『宴』の仲間武将に似ているが、一般武将・敵武将は選択できず、戦友に対して指令が出せる。また、「戦友交替」によりプレイヤーを戦友に切り替えることができる。
- 戯画バサラ技の導入。プレイヤーと戦友のバサラゲージが満タンのときに戦友指令により発動できる。通常のバサラ技以上に攻撃力・攻撃範囲・稼げるヒット数が多い。
- 戦極ドライブ・戦刻ブーストに代わり枠の至りが発動できるようになった。枠の至り発動中は周囲の敵がスローになり、プレイヤーだけが通常のアクションができる。また発動中は攻撃力・ヒット数・小判や経験値の入手量が増加する。
- レベルの限界 (Lv.MAX) がLv.100となった。
- 『3』『宴』同様に陣地がマップ上に配置されるいるが、陣地が最大3段階まで強化されるようになった。
- 固有奥義がプレイ中に切り替えが可能になった。
- 敵兵が陣形合体による攻撃をするようになった。陣形合体中は個々の兵士の体力でなく陣形合体そのものの体力が表示される。陣形合体によってプレイヤー・戦友・味方武将が受けるダメージ量は通常の攻撃に比べ多い。
- 武器の強化システムの変更。「攻撃」「防御」「バサラゲージ」「気合」「体力」の5つのパラメータを「砥石」で強化するシステムになり、「玉鋼」により各パラメータの上限値（リアリティ）をアップすることができる。また、「銘」により様々な特徴や効果が付け加えられた。武器同士の合成が可能になり、合成による新たな銘の入手・1つの武器に複数の銘を付け加えることによる強化が可能になった。それに伴い同種の武器が複数個所有可能になり、武器の解体も可能になった。
- リアルレベルアップの導入。合戦中にもプレイヤー・戦友武将のレベルがアップするようになり、各能力値が上昇・新しい技の取得がプレイ中でもすぐに反映される。

戦国創世モード
各武将を選択し、最終的に天下統一もしくはドラマルート・アニメルートのストーリーをクリアするモード。進軍先・敵武将の動きは一部を除きランダムになっており、『3』の戦国ドラマ絵巻以上に進軍先が選択可能となった。合戦には「通常」(敵勢力の動きに関係なく選択可)、「勃発」・「予兆」(敵勢力の動向次第で突然発生)、「派生」(特定の合戦をクリアすることで関連している合戦が出現)、「一騎討ち」（ボスである敵武将との一騎討ち）がある。エンディングでは、今までの経過を綴った年表が流れ、統治年数（実績により変化）が表示される。ほとんどの武将にドラマルート、一部の武将にアニメルートが用意されており、通常の創世モードとは異なるストーリー展開となる。
- テーマ曲
  - オープニングテーマ：「Count ZERO」T.M.Revolution
  - エンディングテーマ：「Runners high」SCANDAL
- ドラマCD
  - ドラマCD 戦国BASARA4 三兵衛騒乱 〜奥州に照る未来〜 アスキー・メディアワークス
- 関連商品
  - 戦国BASARA4 オリジナルサウンドトラック ミュージックレイン
  - 戦国BASARA4 戦国創世英雄譚 ドラマティックヒーローズガイド Vジャンプブックス
  - 戦国BASARA4 ザ・コンプリートガイド アスキー・メディアワークス
  - 戦国BASARA4 オフィシャルコンプリートワークス カプコン
  - 戦国BASARA4 戦国創世！出陣の書 アスキー・メディアワークス
- 漫画
  - 戦国BASARA4 『電撃マオウ』 第1巻 - 第3巻 吉原基貴（監修・協力：カプコン） アスキー・メディアワークス
  - 戦国BASARA4 電撃コミックアンソロジー アスキー・メディアワークス
- 小説
  - 戦国BASARA4 竜王甕割編 高瀬美恵（イラスト：灰原薬）電撃ゲーム文庫
  - 戦国BASARA4 西凶丁半編 高瀬美恵（イラスト：灰原薬）電撃ゲーム文庫

#### 戦国BASARA4 皇
『4』に新規追加要素が加えられた作品。
キャラクター
プレイヤー武将
今作新規追加の千利休に加え、前作『4』における敵武将とプレイヤー武将32名の総勢40名
敵武将
明智光秀、直江兼続、宮本武蔵、ポエム尼子

システム
- 天貨メダルの追加。天貨メダルは「追加衣装」や「固有技・改」などのバサラ屋では手に入らないものと交換できる。
- 合戦ルーレットの追加。これにより前述の天貨メダルが手に入る。合戦ルーレットは敵陣を占領、ルーレット兵を撃破で発動する。ルーレットには「天貨」(メダル兵またはポエム尼子が出現、攻撃することでメダル入手)、「変化」(直江兼継・暁丸・爆弾兵のいずれかに変化、変化した状態で敵を攻撃することでメダル入手)、「千金」(メダル1000枚入手、スーパーフィーバー状態になり、クリティカル率が100%になる)、「罰天」（宮本武蔵乱入・ザビー教入信の金ダライ・爆弾落下のいずれか）の4種がある。

戦国創世・極
『4』のストーリー全てに加え全武将にドラマルートが用意され、伊達政宗・真田幸村・徳川家康・石田三成・長曾我部元親・毛利元就に新たにアニメルートが用意された。また、前述の合戦ルーレットが一部合戦を除いて発生するようになった。
- テーマ曲
  - オープニングテーマ：「DOUBLE-DEAL」T.M.Revolution
  - エンディングテーマ：「ヘブンリーブルー」石川智晶
- 関連商品
  - 戦国BASARA4皇 オリジナル・サウンドトラック  ミュージックレイン
  - 戦国BASARA4&4 皇 ザ・コンプリートガイド アスキー・メディアワークス
  - 戦国BASARA4&4皇 台本全集 双葉社
  - 戦国BASARA4 皇 オフィシャルコンプリートワークス カプコン

### 戦国BASARA 烈伝シリーズ 真田幸村伝
これまでのナンバリングタイトルと異なり、史実に近い内容で真田幸村の生涯を軸に、幸村の幼少期からのストーリーが描かれる。
キャラクター
プレイヤー武将
今作新規追加の真田昌幸、真田信之の他、幸村と政宗の装束とアクションがリファインされ、それぞれの幼少期の弁丸と梵天丸がプレイヤー武将として追加される。また、真田の試練では『皇』のプレイヤー武将が使用できる。
敵武将
北条氏政

システム
- 武心システムの追加。ステージ上で入手できる「武心」を集めることで、プレイヤー武将を強化できる。武心は、主に体力ゲージが青で表示される敵を倒すことで入手できる。武心ゲージが溜まると自身の攻撃力が増大し、敵から受けるダメージ減少、溜まったゲージの段階に応じてスキルが発動する。スキルは最大3つまで発動し、後述の型により設定されているスキルが異なる。また、ステージ上にある「伝心玉」を手に入れるとステージ上のすべての敵の体力ゲージが青で表示され、武心を大量に入手できる。
- プレイヤー武将の強化システムが型となった。型には武将の体力や攻撃力などのパラメータと発動するスキルが設定されており、パラメータがバランス重視の均、攻撃に優れた撃など複数の種類が存在する。型は文銭を使用することでLvアップができる。
- 戦況に応じて操作する武将の切り替えをするSANADAブラッドの追加。『宴』のタッグモードや『4』『皇』の戦友システムとは異なり、使用できるのは交替マークがある合戦のみであり、切り替えをする武将はそれぞれ離れた場所にいる。

真田幸村の生涯
メインモード。真田幸村の生涯を語ったシナリオをプレイするモード。シナリオは全10章で構成されており、シナリオによっては主人公の真田幸村だけでなく真田昌幸、真田信之、伊達政宗などの武将を使用することもある。
前談秘話
「真田幸村の生涯」においては語られなかったシナリオをプレイするモード。弁丸、梵天丸の過去シナリオや明智光秀、柴田勝家など真田幸村の生涯にて敵として登場した武将のシナリオなどがある。
真田の試練
単身で全60回戦に挑むモード。体力が0になるか、タイムオーバーになる前に敵を全員倒すことで試練クリアとなる。各試練には「追加試練」があり、この追加試練を達成することで文銭が追加で手に入る。追加試練が未達成の状態で試練をクリアしても次の試練へ進むことはできる。
- テーマ曲
  - メインテーマ：「Committed RED」T.M.Revolution
- 関連商品
  - 戦国BASARA 真田幸村伝 オリジナル・サウンドトラック ミュージックレイン
  - 戦国BASARA 真田幸村伝 公式コンプリートガイド 究極秘伝之書 双葉社

#### 海外版 (戰國BASARA 真田幸村傳)
2016年8月25日発売。日本語音声、中国語字幕。

### 戦国BASARA バトルパーティー
キャラクター
プレイヤー武将
今作新規追加の出雲阿国、加藤清正、小松姫の他、カプコン自社作品からのゲスト参戦が追加

## テレビアニメ

### 戦国BASARA
2009年4月1日より中部日本放送 (CBC)・毎日放送 (MBS) との共同製作で、この2局およびTBSテレビほか一部TBS系列局にて放送された。全13話。
2008年10月9日にカプコンによってテレビアニメ化が発表された。アニメ化の企画はMBSのアニメ担当プロデューサーである丸山博雄が各アニメ制作会社に話を持ちかけたところ、Production I.Gが関心を示し、版権元のカプコンに打診を取った。初のCBCとMBSの共同製作深夜アニメ。MBSアニメの特徴である提供バックの廃止により、提供クレジットはAパート冒頭にて画面右下部に表示（送出は各局別）。
ストーリーは主に『1』における織田軍との戦いで構成されているが『2』・『英雄外伝』からの新規キャラクターも多く登場している。
第12話放送終了時には、「2010年 第二期 出陣！」のメッセージと共に第2期の制作決定が告知された。

#### スタッフ
- 原作 - CAPCOM（「戦国BASARA」シリーズ）[53]
- 原作監修 - 小林裕幸、山本真[53]
- 監督 - 川崎逸朗[53]、板垣伸（第13話）
- シリーズ構成・脚本 - むとうやすゆき[53]
- キャラクター原案 - 土林誠/CAPCOM
- キャラクターデザイン・総作画監督 - 大久保徹[53]
- デザインワークス - 千葉崇明、尾崎智美、佐々木啓悟、浅野恭司
- 美術監督 - 吉原俊一郎[53]、高峯義人
- 美術設定 - 成田偉保
- 色彩設計 - 広瀬いづみ
- 特殊効果 - 村上正博
- 3D効果 - 佐藤敦
- 撮影監督 - 大庭直之
- 編集 - 今井大介
- 音響監督 - 岩浪美和
- 音楽 - 澤野弘之[53]
- 音楽制作 - flying DOG
- 音楽プロデューサー - 桜井裕子
- プロデューサー - 寺西史、木下哲哉、前田俊博、和田丈嗣、金庭こず恵、吉村行夫、野崎圭一、岩佐芳弘
- アニメーションプロデューサー - 中武哲也
- アニメーション制作 - Production I.G[53]
- 製作 - TEAM BASARA（松竹、ポニーキャニオン、Production I.G、ムービック、電通、flying DOG、毎日放送、中部日本放送）

#### 声の出演
- 伊達政宗 - 中井和哉[53]
- 真田幸村 - 保志総一朗[53]
- 片倉小十郎 - 森川智之[53]
- 武田信玄 - 玄田哲章[53]
- 猿飛佐助 - 子安武人[53]
- 上杉謙信 - 朴璐美[53]
- かすが - 桑谷夏子[53]
- 徳川家康 - 大川透
- 北条氏政 - 宮澤正
- 長曾我部元親 - 石野竜三
- 毛利元就 - 中原茂
- 前田慶次 - 森田成一
- 前田利家 - 坪井智浩
- まつ - 甲斐田裕子
- 今川義元 - 塩屋浩三
- 直江兼続 - 伊丸岡篤
- 松永久秀 - 藤原啓治
- 島津義弘 - 緒方賢一
- 浅井長政 - 辻谷耕史[53]
- お市 - 能登麻美子[53]
- 明智光秀 - 速水奨[53]
- 森蘭丸 - 下和田ヒロキ[53]
- 濃姫 - 日野由利加[53]
- 織田信長 - 若本規夫[53]
- 三好三人衆 兄 - 細谷佳正
- 三好三人衆 弟1 - 千々和竜策
- 三好三人衆 弟2 - 石上裕一
- ナレーション - 渡辺英雄
- 良直 - 遠藤大輔
- 左馬助 - 徳本恭敏
- 孫兵衛 - 酒巻光宏
- 文七郎 - 金野潤
- 今川家臣 - 杉崎亮
- 茶屋の主人 - 渡辺英雄
- 浅井軍兵士 - 遠藤大輔
- 兵士A - 徳本恭敏
- 兵士B - 酒巻光宏
- 徳川家臣 - 金野潤

#### 主題歌/挿入歌
オープニングテーマ「JAP」（第1話 - 第12話）
作詞 - 西川貴教 / 作曲 - 柴崎浩 / 編曲・歌 - abingdon boys school
エンディングテーマ
「Break & Peace」（第1話 - 第12話）
作詞・作曲 - Ray / 編曲 - 岸利至 / 歌 - DUSTZ
「dear sunshine」（第13話）
作詞・作曲・編曲 - DAIGO / 歌 - DAIGO☆STARDUST

挿入歌
「Unravel」（第6話）
作詞・作曲 - DAIGO / 編曲 - MASAHIKO "DATTI" IIDA / 歌 - DAIGO☆STARDUST
「落涙」（第6話）
歌・作詞・作曲 - 石川智晶 / 編曲 - 西田マサラ

#### 各話リスト
| 話数   | サブタイトル                             | 絵コンテ | 演出              | 作画監督                      |
| ------ | ---------------------------------------- | -------- | ----------------- | ----------------------------- |
| 第1話  | 蒼紅 宿命の邂逅!                         | 川崎逸朗 | 川崎逸朗          | 大久保徹                      |
| 第2話  | 戦慄! 桶狭間の遭遇                       | 塩谷直義 | 塩谷直義          | 浅野恭司                      |
| 第3話  | 風来坊 前田慶次!                         | 長沼範裕 | 長沼範裕          | 佐々木啓悟                    |
| 第4話  | 揺れる緋の華 悲を呼ぶ信義!               | 川崎逸朗 | 江崎慎平          | 藤原宏樹                      |
| 第5話  | 壮絶! 長篠・設楽原の義戦                 | 鏑木ひろ | 宇井良和          | 山田正樹、千葉崇明 佐々木啓悟 |
| 第6話  | 裂かれた絆 政宗屈辱の退却!               | 川崎逸朗 | 新留俊哉          | 浅野恭司                      |
| 第7話  | 略奪の梟雄! 双竜月下の真剣勝負           | 大平直樹 | 鈴木健太郎        | 大久保徹 山本美佳             |
| 第8話  | 血風大伽藍! 小十郎絶体絶命               | 川崎逸朗 | 安藤健            | 藤原宏樹、山本美佳 高橋瑞香   |
| 第9話  | 甲斐の虎、御勅使川に死す!                | 川崎逸朗 | 江崎慎平          | 千葉崇明 篠田知宏             |
| 第10話 | 幸村再起不能!? 伊達軍涙の解散!!          | 川崎逸朗 | 高柳佳幸          | 佐々木啓悟 萩原弘光           |
| 第11話 | 光秀謀反! 本能寺大炎上!!                 | 野村和也 | 野村和也          | 浅野恭司 千葉道徳             |
| 第12話 | 安土城天守 明日を懸けた死闘!!            | 川崎逸朗 | 新留俊哉 川崎逸朗 | 大久保徹、千葉崇明 芳垣祐介   |
| 第13話 | 瀬戸内の激突! 火を噴く海の大要塞・富嶽!! | 板垣伸   | 板垣伸            | 大久保徹                      |

#### 放送局
| 放送対象地域 | 放送局               | 放送期間                | 放送日時           | 系列       | 備考                               |
| ------------ | -------------------- | ----------------------- | ------------------ | ---------- | ---------------------------------- |
| 中京広域圏   | 中部日本放送         | 2009年4月1日 - 6月17日  | 水曜 25:29 - 25:59 | TBS系列    | 製作委員会参加                     |
| 山梨県       | テレビ山梨           | 2009年4月2日 - 6月18日  | 木曜 26:25 - 26:55 | TBS系列    |                                    |
| 関東広域圏   | TBSテレビ            | 2009年4月3日 - 6月19日  | 金曜 26:25 - 26:55 | TBS系列    |                                    |
| 近畿広域圏   | 毎日放送             | 2009年4月4日 - 6月20日  | 土曜 25:58 - 26:28 | TBS系列    | 製作委員会参加 アニメシャワー第1部 |
| 北海道       | 北海道放送           | 2009年4月4日 - 6月20日  | 土曜 26:13 - 26:43 | TBS系列    |                                    |
| 宮城県       | 東北放送             | 2009年4月7日 - 6月23日  | 火曜 25:34 - 26:04 | TBS系列    |                                    |
| 福岡県       | RKB毎日放送          | 2009年4月8日 - 6月24日  | 水曜 27:05 - 27:35 | TBS系列    |                                    |
| 日本全域     | GyaO                 | 2009年4月12日 - 6月28日 | 日曜 12:00更新     | ネット配信 |                                    |
| 日本全域     | アニマックス         | 2009年5月12日 - 7月28日 | 火曜 22:00 - 22:30 | CS放送     | LEVEL22枠 リピートあり             |
| 東京都       | TOKYO MX             | 2011年4月7日 - 6月23日  | 木曜 23:00 - 23:30 | 独立UHF局  |                                    |
| 日本全域     | ニコニコ生放送       | 2011年5月28日           | 土曜 13:00 - 19:00 | ネット配信 | 第1期シリーズ全話一挙放送          |
| 日本全域     | 時代劇専門チャンネル | 2011年6月4日 - 6月25日  | 土曜 23:30 - 25:00 | CS放送     | 3話連続放送                        |

##### 総集編
第2期放送に先駆け、第1期の総集編『戦国BASARA 宴EDITION』（せんごくバサラ パーリィーエディション）が一部地域（主に第1期未放送地域）で2週にわたって放送されている（一部地域では2週分続けて放送）。上ノ巻が第1期第1話から第6話、下ノ巻が第7話から第12話とOVAで公開された第13話に相当。同枠内では、第2期のPVも公開されている。第2期DVD第1巻の特典映像として収録。
| 放送対象地域   | 放送局             | 放送日                                      | 放送時間                              |
| -------------- | ------------------ | ------------------------------------------- | ------------------------------------- |
| 岡山県・香川県 | 山陽放送           | 上ノ巻 2010年6月20日 下ノ巻 2010年7月4日    | 日曜 26:50 - 27:50 日曜 26:05 - 27:05 |
| 山形県         | テレビユー山形     | 上ノ巻 2010年6月22日 下ノ巻 2010年6月23日   | 火曜 24:50 - 25:50 水曜 24:20 - 25:20 |
| 広島県         | 中国放送           | 上下続 2010年6月26日                        | 土曜 25:43 - 27:43                    |
| 鳥取県・島根県 | 山陰放送           | 上ノ巻 2010年6月27日 下ノ巻 2010年7月4日    | 日曜 26:05 - 27:05 日曜 25:20 - 26:20 |
| 富山県         | チューリップテレビ | 上ノ巻 2010年6月29日 下ノ巻 2010年6月30日   | 火曜 26:45 - 27:45 水曜 25:35 - 26:35 |
| 石川県         | 北陸放送           | 上ノ巻 2010年6月30日 下ノ巻 2010年7月1日    | 水曜 25:55 - 26:55 木曜 26:10 - 27:10 |
| 愛媛県         | あいテレビ         | 上ノ巻 2010年7月2日 下ノ巻 2010年7月9日     | 金曜 25:20 - 26:20 金曜 25:35 - 26:35 |
| 宮城県         | 東北放送           | 上ノ巻 2010年7月2日 下ノ巻 2010年7月9日     | 金曜 26:30 - 27:30 金曜 26:45 - 27:45 |
| 沖縄県         | 琉球放送           | 上ノ巻 2010年7月3日 下ノ巻 2010年7月4日     | 土曜 14:00 - 15:00 日曜 16:00 - 17:00 |
| 山口県         | テレビ山口         | 上ノ巻 2010年7月4日 下ノ巻 2010年7月5日     | 日曜 24:50 - 25:50 月曜 25:15 - 26:15 |
| 青森県         | 青森テレビ         | 上ノ巻 2010年7月7日 下ノ巻 2010年7月8日     | 水曜 25:40 - 26:40 木曜 25:30 - 26:30 |
| 山梨県         | テレビ山梨         | 上ノ巻 2010年7月7日 下ノ巻 2010年7月8日     | 水曜 27:10 - 28:10 木曜 27:10 - 28:10 |
| 近畿広域圏     | 毎日放送           | 上ノ巻 2010年7月8日 下ノ巻 2010年7月9日     | 木曜 25:50 - 26:50 金曜 26:10 - 27:10 |
| 岩手県         | IBC岩手放送        | 上下続 2010年7月9日                         | 金曜 25:55 - 27:55                    |
| 日本全域       | バンダイチャンネル | 上ノ巻 2010年7月9日 - 下ノ巻 2010年7月9日 - | ネット配信（期間限定無料）            |
| 静岡県         | 静岡放送           | 上下続 2010年7月10日                        | 土曜 26:18 - 28:18                    |
| 新潟県         | 新潟放送           | 上ノ巻 2010年7月30日 下ノ巻 2010年7月31日   | 金曜 27:05 - 28:05 土曜 27:13 - 28:13 |

#### 関連商品
DVD
2009年7月1日から2010年1月6日にかけて発売された。全7巻。
ミニ戦国BASARA 長曾我部君と毛利君
DVDに各巻1話収録されている、ディフォルメキャラクターによる約5分前後の短編アニメ。全7話。BDには未収録。
スタッフ
- 演出・作画 - やさきゆりこ
- 脚本・監督 - むとうやすゆき
- 脚本 - 辻健一

「足軽ダンス」スペシャルDVD
DVD各巻付属のスペシャルイベント応募券による応募で、全巻購入特典としてプレゼントされた特典DVD。第1期オープニングムービーで踊られた「足軽ダンス」のムービーが「名所巡りバージョン」「オリジナルバージョン」「オリジナルバージョン（カメラアングル違い）」「お手本バージョン」の全4種類と、第1期ダイジェストPVが収録されている。

BD
第2期の放送開始を記念し、2010年6月25日に初回生産限定のBOX仕様で発売された。
- サウンドトラック
  - TVアニメ 戦国BASARA 音楽絵巻 〜蒼盤 It's Show Time!〜 flying DOG
  - TVアニメ 戦国BASARA 音楽絵巻 〜紅盤 燃えよ、我が魂!〜 flying DOG
- 書籍
  - TVアニメ戦国BASARA 脚本全集 カプコン
  - 戦国BASARA 設定資料集（アニメ第1期） ムービック
  - TVアニメ戦国BASARA 公式ガイドブック 角川書店（角川グループパブリッシング）
  - PASH!アニメーションファイル5 戦国BASARA 主婦と生活社

#### 関連作品
- 漫画
  - TVアニメ 戦国BASARA 『電撃マ王』 第1巻-第3巻 佐々倉コウ（監修：むとうやすゆき / 原作：カプコン） アスキー・メディアワークス
- ドラマCD
  - ドラマCD TVアニメ「戦国BASARA」 第1巻 - 第2巻 フロンティアワークス

### 戦国BASARA弐
2010年4月11日に、同年7月よりMBS製作「日5」枠にて全国放送されることが『鋼の錬金術師 FULLMETAL ALCHEMIST』放送終了直後の番宣で告知され、アニメ公式サイトでも発表された。7月11日から9月26日にかけて全13話が放映された。
当初は7月4日放送開始の予定で公式サイトや当初放送された予告編でも告知されていたが、『鋼FA』の総話数が1話追加されたために1週延期され、7月11日から放送開始となった。日曜夕方5時枠では初の提供バックがある。なお、『弐』の制作にCBCは関与しておらず、MBSも製作委員会 (TEAM BASARA) には参加せずに単独でクレジットされた。この作品からアナログ放送ではレターボックスでの放送となったことで、在阪局制作全日帯アニメはレターボックス放送へ移行した。これにより、すべてのアナログ放送ではレターボックス化となった。
ストーリーは『2』における豊臣軍との戦いで構成されており、アニメ第1期には登場しなかったキャラクターも登場。終盤ではサプライズ的な演出として『3』の要素も含まれた。視聴率は、第1話で5.3%を記録（数字はビデオリサーチ調べ・関東地方でのデータ）。
最終話後に劇場版の制作が発表された。

#### スタッフ（弐）
- 原作 - CAPCOM（「戦国BASARA」シリーズ）
- 原作監修 - 小林裕幸、山本真
- 監督 - 野村和也
- 助監督 - 塩谷直義
- シリーズ構成・脚本 - むとうやすゆき
- キャラクター原案 - 土林誠/CAPCOM
- キャラクターデザイン・総作画監督 - 大久保徹
- デザインワークス - 千葉崇明、尾崎智美、佐々木啓悟、浅野恭司、萩原弘光
- 美術監督 - 高峯義人
- 美術設定 - 成田偉保
- 色彩設計 - 広瀬いづみ、佐藤真由美
- 特殊効果 - 村上正博
- 3D効果 - 佐藤敦
- 撮影監督 - 大庭直之
- 編集 - 今井大介
- 音響監督 - 岩浪美和
- 音楽 - 澤野弘之
- 音楽プロデューサー - 桜井裕子、外村敬一
- プロデューサー - 寺西史、木下哲哉、前田俊博、和田丈嗣、金庭こず恵、野崎圭一、古川慎
- アニメーションプロデューサー - 中武哲也
- アニメーション制作 - Production I.G
- 製作 - TEAM BASARA（松竹、ポニーキャニオン、Production I.G、ムービック、電通、flying DOG）、毎日放送

#### 声の出演（弐）
- 伊達政宗 - 中井和哉
- 真田幸村 - 保志総一朗
- 前田慶次 - 森田成一
- 片倉小十郎 - 森川智之
- 武田信玄 - 玄田哲章
- 猿飛佐助 - 子安武人
- 長曾我部元親 - 石野竜三
- 毛利元就 - 中原茂
- 上杉謙信 - 朴璐美
- かすが - 桑谷夏子
- 前田利家 - 坪井智浩
- まつ - 甲斐田裕子
- お市 - 能登麻美子
- 竹中半兵衛 - 石田彰
- 豊臣秀吉 - 置鮎龍太郎
- 徳川家康 - 大川透
- 石田三成 - 関智一
- 直江兼続 - 伊丸岡篤
- ナレーション - 渡辺英雄
- 小山田信茂 - 古谷徹
- 赤川元保 - 興津和幸
- 良直 - 遠藤大輔
- 左馬助 - 徳本恭敏
- 孫兵衛 - 酒巻光宏
- 文七郎 - 金野潤

#### 主題歌/挿入歌（弐）
オープニングテーマ「SWORD SUMMIT」（第1話 - 第11話）
作詞 - 井上秋緒 / 作曲・編曲 - 浅倉大介 / 歌 - T.M.Revolution
エンディングテーマ
「El Dorado」（第1話 - 第6話）
作詞・作曲 - キリト / 編曲 - Angelo・福田真一朗 / 歌 - Angelo
「FATE」（第7話 - 第11話）
作詞・作曲 - キリト / 編曲 - Angelo・福田真一朗 / 歌 - Angelo
「SWORD SUMMIT」（第12話）

挿入歌
「涙腺」（第3話）
歌・作詞・作曲 - 石川智晶（flying DOG） / 編曲 - 西田マサラ
「ユズレナイ想ヒ」（第12話）
作詞 - Satomi / 作曲・編曲 - 本間昭光 / 歌 - May'n

#### 各話リスト（弐）
| 話数   | サブタイトル                                   | 絵コンテ     | 演出              | 作画監督                                                          |
| ------ | ---------------------------------------------- | ------------ | ----------------- | ----------------------------------------------------------------- |
| 第1話  | 乱世再び! 裂界武帝・豊臣秀吉降臨!              | 野村和也     | 野村和也          | 大久保徹                                                          |
| 第2話  | 失われた右目 斬り裂かれた竜の背中!             | 拙者五郎     | 拙者五郎          | 千葉崇明                                                          |
| 第3話  | 慶次対利家! 手取川に咽ぶゆずれぬ想い!          | 萩原弘光     | 萩原弘光          | 浅野恭司                                                          |
| 第4話  | 安土城の亡霊!? 幸村を襲う嘆きと魔の咆哮!       | 徳土大介     | 徳土大介          | 飯島弘也 徳野悠我                                                 |
| 第5話  | 誓願の刻印! 独眼竜対軍神 人取橋の対峙!         | 黒柳トシマサ | 黒柳トシマサ      | 太田恵子 手塚響平                                                 |
| 第6話  | 脅威の豊臣・毛利同盟! 海原を裂く覇の豪拳!!     | 板垣伸       | 板垣伸            | 千葉崇明 田中春香                                                 |
| 第7話  | 最南端・薩摩の地へ! 幸村、新たなる漢の出逢い!! | 鏑木ひろ     | 木村延景          | 片桐貴悠 頂真司                                                   |
| 第8話  | 友垣との哀しき再会 猛執刻まれし日の記憶!       | 江崎慎平     | 江崎慎平          | 京極義昭 浅野恭司                                                 |
| 第9話  | 竜と鬼 尾張の激突! 爆走!伊達・長曾我部連合軍!! | 野村和也     | 安藤健 萩原弘光   | 徳野悠我、中村純子 手塚響平、矢向宏志                             |
| 第10話 | 復活の若き虎! 改造大要塞・日輪の脅威、東へ!!   | 板垣伸       | 板垣伸            | 千葉崇明、飯島弘也 京極義昭、田中春香 石井明治、中村光宣          |
| 第11話 | 覇走豊臣大本隊! 本気の慶次、断腸の抜刀!!       | 亀井幹太     | 宇井良和 江崎慎平 | 頂真司、片桐貴悠 秋山一則                                         |
| 第12話 | 蒼紅決死戦! 激闘の果てに吹く風の音よ!!         | 野村和也     | 野村和也          | 浅野恭司、千葉崇明 萩原弘光、手塚響平 鶴田仁美、徳野悠我 桑名郁朗 |
| 第13話 | 竜虎、頂の誓い! 熱き未来へ駆ける魂!!           | 野村和也     | 徳野悠我 宇井良和 | 千葉崇明 手塚響平                                                 |

#### 放送局（弐）
| 放送地域 | 放送局                       | 放送期間                 | 放送日時                   | 系列       | 備考                      |
| -------- | ---------------------------- | ------------------------ | -------------------------- | ---------- | ------------------------- |
| 日本国内 | 毎日放送製作・ TBS系列計28局 | 2010年7月11日 - 9月26日  | 日曜 17:00 - 17:30         | TBS系列    | 同時ネット                |
| 日本全域 | ニコニコチャンネル           | 2010年7月31日 - 10月16日 | 日曜（土曜深夜） 0:00 更新 | ネット配信 | 最新話1週間無料           |
| 日本全域 | アニマックス                 | 2011年1月24日 - 4月11日  | 月曜 22:00 - 22:30         | CS放送     | LEVEL22枠 リピートあり    |
| 日本全域 | ニコニコ生放送               | 2011年5月28日            | 土曜 20:00 - 翌2:00        | ネット配信 | 第2期シリーズ全話一挙放送 |

##### 総集編（弐）
劇場版公開に先駆け、第2期の総集編『戦国BASARA弐 宴EDITION』（せんごくバサラツー パーリィーエディション）がMBS、TOKYO MXにて放送された。
| 放送対象地域 | 放送局   | 放送日                                   | 放送時間                              |
| ------------ | -------- | ---------------------------------------- | ------------------------------------- |
| 近畿広域圏   | 毎日放送 | 上ノ巻 2011年6月4日 下ノ巻 2011年6月11日 | 土曜 2:15 - 3:10（金曜深夜）          |
| 東京都       | TOKYO MX | 上ノ巻 2011年6月9日 下ノ巻 2011年6月10日 | 木曜 19:00 - 19:55 金曜 19:00 - 19:55 |

#### 関連商品
DVD
2010年10月6日から2011年4月6日にかけて発売された。全7巻。
ミニ戦国BASARA弐 月夜の片倉くん
DVDに各巻1話収録されている、ディフォルメキャラクターによる3分前後の短編アニメ。全6話。最終巻の第7巻には『ミニ戦国BASARA弐 帰ってきた! 長曾我部くんと毛利くん』が収録された。BDには未収録。
激走3D日本縦断 SWORD SUMMIT! 〜伊達・真田 特製蒼紅立体眼鏡付き!〜
DVD全巻購入特典。アナグリフ式立体映像化されており、同梱の蒼紅立体眼鏡で3D動画を観ることができる。

BD
2011年10月5日に初回生産限定のBOX仕様で発売された。
- サウンドトラック
  - TVアニメ 戦国BASARA弐 音楽絵巻 〜乱世、再び!〜 flying DOG
- トラベルCD
  - TVアニメーション「戦国BASARA弐」戦国トラベルナビ〜奥州編〜 フロンティアワークス
  - TVアニメーション「戦国BASARA弐」戦国トラベルナビ〜上田編〜 フロンティアワークス
  - TVアニメーション「戦国BASARA弐」戦国トラベルナビ〜大阪・岐阜編〜 フロンティアワークス
- 書籍
  - TVアニメ戦国BASARA弐 脚本全集 マッグガーデン
  - 公式ガイドブック TVアニメ戦国BASARA弐 激闘全書 アスキー・メディアワークス
  - 公式ガイドブック TVアニメ戦国BASARA弐 出陣の書 アスキー・メディアワークス/電撃マ王増刊
- 漫画
  - TVアニメ ミニ戦国BASARA弐 『電撃マ王』 第1巻-第2巻 スメラギ（脚本・構成：加藤陽一 / 原作：カプコン） アスキー・メディアワークス

### 戦国BASARA Judge End
『戦国BASARA Judge End』（せんごくバサラ ジャッジ・エンド）のタイトルで、2014年7月より9月まで日本テレビほかにて放送された。本作品から製作体制が一新されている。
ストーリーは『3』における関ヶ原の戦いで構成されている。第1期、第2期、劇場版アニメとのストーリー上での繋がりはない。

#### スタッフ（Judge End）
- 原作 - CAPCOM（「戦国BASARA3」）
- 原作監修 - 小林裕幸、山本真
- 監督 - 佐野隆史
- シリーズ構成 - 高橋ナツコ
- キャラクターデザイン - 千葉道徳
- 総作画監督 - 徳田夢之介、小林利充
- プロップデザイン - 依田正彦、大谷里恵
- 美術設定 - 成田偉保
- 美術監督 - 陳場大輔
- 色彩設計 - 大塚眞純
- 撮影監督 - 入口夏海
- CG監督 - 植木麻央
- 編集 - 笠原義宏
- 音響監督 - 岩浪美和
- 音楽 - 得田真裕
- プロデューサー - 中谷敏夫、森川愛、桐本篤、伊東耕平
- アニメーション制作 - テレコム・アニメーションフィルム
- 製作 - 日本テレビ、バップ、テレコム・アニメーションフィルム

#### 声の出演（Judge End）
- 伊達政宗 - 中井和哉
- 真田幸村 - 保志総一朗
- 片倉小十郎 - 森川智之
- 武田信玄 - 玄田哲章
- お市 - 能登麻美子
- 小早川秀秋 - 福山潤
- 酒井忠次 - 西川貴教（T.M.Revolution）

#### 主題歌（Judge End）
オープニングテーマ「Thunderclap」（第1話 - 第11話）
作詞・作曲・編曲・歌 - Fear, and Loathing in Las Vegas
エンディングテーマ「北極星 〜ポラリス〜」
作詞・作曲・歌 - 石川智晶 / 編曲 - MATERIAL WORLD

#### 各話リスト（Judge End）
| 話数   | サブタイトル | 脚本       | 絵コンテ   | 演出              | 作画監督                                                 |
| ------ | ------------ | ---------- | ---------- | ----------------- | -------------------------------------------------------- |
| 第1話  | 決別         | 高橋ナツコ | 佐野隆史   | 佐野隆史          | 徳田夢之介                                               |
| 第2話  | 乱世         | 高橋ナツコ | 佐野隆史   | 高林久弥          | 小林利充                                                 |
| 第3話  | 同盟         | 高橋ナツコ | 川口敬一郎 | 有江勇樹          | 鈴木美音織                                               |
| 第4話  | 迷走         | 高橋ナツコ | 佐野隆史   | 林宏樹            | 澤田美香、太田都 谷拓也、安田周平 滝川和男               |
| 第5話  | 敗北         | 渡邊大輔   | 矢野雄一郎 | 依田正彦          | 野口寛明、石井哲哉 白井裕美子、西真由子                  |
| 第6話  | 宣言         | 高橋ナツコ | 川口敬一郎 | 又野弘道          | 小山知洋、菅野芳弘 青井清年、山崎展善 丸山匡彦、樽澤雄二 |
| 第7話  | 闇黒         | 渡邊大輔   | 高林久弥   | 高林久弥          | 徳田夢之助、滝口禎一 谷野美穂                            |
| 第8話  | 約束         | 高橋ナツコ | 佐野隆史   | 仁昌寺義人        | 垣野内成美、齊藤格 澤田美香                              |
| 第9話  | 関ヶ原       | 高橋ナツコ | 佐野隆史   | 依田正彦          | 野口寛明、石井哲哉 南伸一郎                              |
| 第10話 | 死闘         | 高橋ナツコ | 川口敬一郎 | 有江勇樹          | 阿部智之、鈴木美音織 小池恵                              |
| 第11話 | 審判         | 渡邊大輔   | 佐野隆史   | 高林久弥 平林拓真 | 滝口禎一、谷野美穂 小林利充                              |
| 第12話 | 標           | 高橋ナツコ | 佐野隆史   | 平林拓真          | 野口寛明、徳田夢之介 小林利充、千葉道徳                  |

#### 放送局（Judge End）
| 放送地域   | 放送局             | 放送期間                | 放送日時                     | 放送系列       | 備考                             |
| ---------- | ------------------ | ----------------------- | ---------------------------- | -------------- | -------------------------------- |
| 日本全域   | 日テレオンデマンド | 2014年7月6日 - 9月28日  | 日曜（土曜深夜） 0:00 更新   | ネット配信     | 翌週金・土は最新話無料           |
| 関東広域圏 | 日本テレビ         | 2014年7月6日 - 9月28日  | 日曜 1:50 - 2:20（土曜深夜） | 日本テレビ系列 |                                  |
| 日本全域   | バンダイチャンネル | 2014年7月11日 - 10月3日 | 金曜 12:00 更新              | ネット配信     |                                  |
| 日本全域   | dアニメストア      | 2014年7月11日 - 10月3日 | 金曜 12:00 更新              | ネット配信     | 見放題サービス利用者は全話見放題 |
| 近畿広域圏 | 読売テレビ         | 2014年7月15日 - 10月7日 | 火曜 3:14 - 3:44（月曜深夜） | 日本テレビ系列 | 『MANPA』第3部                   |
| 日本全域   | BS日テレ           | 2014年7月17日 - 10月9日 | 木曜 2:30 - 3:00（水曜深夜） | BS放送         |                                  |
| 日本全域   | AT-X               | 2014年9月1日 - 11月17日 | 月曜 22:00 - 22:30           | CS放送         | リピート放送あり                 |
| 宮城県     | ミヤギテレビ       | 2014年11月11日 -        | 火曜 1:29 - 1:59（月曜深夜） | 日本テレビ系列 |                                  |

#### 関連商品
| 巻 | 発売日        | 収録話          | 規格品番   | 規格品番   |
| 巻 | 発売日        | 収録話          | BD         | DVD        |
| -- | ------------- | --------------- | ---------- | ---------- |
| 1  | 2014年9月24日 | 第1話 - 第3話   | VPXY-71336 | VPBY-14329 |
| 2  | 10月22日      | 第4話 - 第6話   | VPXY-71337 | VPBY-14330 |
| 3  | 11月26日      | 第7話 - 第9話   | VPXY-71338 | VPBY-14331 |
| 4  | 12月24日      | 第10話 - 第12話 | VPXY-71339 | VPBY-14332 |

- サウンドトラック
  - 戦国BASARA Judge End オリジナル・サウンドトラック バップ
- 書籍
  - TVアニメ 戦国BASARA Judge End 公式イラスト&原画集 アスキー・メディアワークス

### 学園BASARA
『学園BASARA』（がくえんバサラ）は、「もし『戦国BASARA』の登場人物たちが、現代に存在する「BASARA学園」の生徒・教師であったなら」という設定で作られたいわゆる学園モノの作品。『戦国BASARA』と直接繋がる作品ではないが、各キャラクターの性格や他キャラとの関係性などは概ね原典に準拠している。元々はカプコンが直接出版していたコミックアンソロジー『学園BASARA』が初出で、同アンソロジーを基として制作される。アンソロジーと学年やクラスが異なるキャラクターが多い。
テレビアニメ版は再びTBS系列での放送となったが、今回はTBSが主導の製作体制となり、2018年10月より12月まで放送された（『戦国BASARA』第1・2作を放送したMBSでの放送については未だに実現していない）。なお制作会社・メインスタッフなどは『戦国BASARA』とは異なる。
声優についてはゲーム版・アニメ版と概ね共通だが、徳川家康役はそれまで演じていた大川透がアフレコ当時に病気療養による長期休業をしていた（同年8月より復帰）ため、代役として増田俊樹が演じた。また、「いつき」がゲーム『クロニクルヒーローズ』以来7年ぶりに音声付作品に登場、『戦国BASARA MOBILE』でも同役を担当した沢城みゆきが声を務めた。
このほか、浅井長政役の辻谷耕史が放送期間中の2018年10月17日に逝去。本作品が生前でシリーズ遺作となった。
オープニング主題歌もシリーズ過去作品と同様に西川貴教が担当するが、ソロ名義での担当は初となる（Fear, and Loathing in Las Vegasとのコラボ楽曲）。

#### アンソロジーコミック
- 戦国BASARA2 オフィシャルアンソロジーコミック 学園BASARA カプコン
- 戦国BASARA3 オフィシャルアンソロジーコミック 学園BASARA2 カプコン
- 戦国BASARA3宴 オフィシャルアンソロジーコミック 学園BASARA3 カプコン
- 戦国BASARAシリーズ オフィシャルアンソロジーコミック 学園BASARA4 カプコン
- 戦国BASARAシリーズ オフィシャルアンソロジーコミック 学園BASARA5 カプコン
- 戦国BASARAシリーズ オフィシャルアンソロジーコミック 学園BASARA6 カプコン
- 戦国BASARAシリーズ オフィシャルアンソロジーコミック 学園BASARA 〜学園創世編〜 カプコン
- 戦国BASARAシリーズ オフィシャルアンソロジーコミック 学園BASARA 〜学祭乱闘編〜 アスキー・メディアワークス
- 戦国BASARAシリーズ オフィシャルアンソロジーコミック 熱闘!学園BASARA 双葉社

#### スタッフ（学園）
出典は公式ホームページを参照。
- 原作 - CAPCOM（「学園BASARA」）
- 原作監修 - 小林裕幸、山本真
- 監督・絵コンテ - 大原実
- シリーズ構成 - 三浦浩児
- キャラクターデザイン - 高田晴仁
- 総作画監督 - 相坂ナオキ
- 美術監督 - 荒井和浩
- プロップデザイン - 小川浩
- 色彩設計 - 福田由布子
- 撮影監督 - 織田頼信
- 編集 - 池田康隆
- 音響監督 - 岩浪美和
- 音響制作 - ダックスプロダクション
- 音楽 - 立山秋航
- 音楽制作・プロデュース - ハイキックエンタテインメント
- プロデューサー - 阿蘇博、鍋岩晶子、小田元浩、小沢十光、松本丈、林俊安、吉川敦史、吉田健人
- アニメーションプロデューサー - 山本清
- アニメーション制作協力 - マル画ファクトリー
- アニメーション制作 - ブレインズ・ベース
- 製作協力 - 電通、東映ビデオ、ブレインズ・ベース、ハイキックエンタテインメント、メディコス・エンタテインメント、レイ、MAGNET
- 製作 - 私立BASARA学園、TBS

#### 登場人物（学園）
※ 従来の作品とは設定が異なるため、それを簡易に記載。各キャスティングの出典は基本的に公式ホームページを参照。
※ 学年・組順に記載。
1年生
- 伊達政宗（声 - 中井和哉） - 1組、野球部所属（部長）。エースで4番。元奥州中筆頭。
- 真田幸村（声 - 保志総一朗） - 1組、サッカー部所属。エースストライカー。
- 前田慶次（声 - 森田成一） - 1組。放浪癖があり、お供（ペット）の夢吉と共に良く休学する。
- 後藤又兵衛（声 - 三木眞一郎） - 1組。粘着体質で気に入らない者の行状を逐一「閻魔帳」にメモする。政宗を蛇蝎の如く恨む。
- 徳川家康（声 - 増田俊樹） - 2組。現在、前生徒会長（秀吉）をリコールし、新会長に立候補中。
- 石田三成（声 - 関智一） - 2組。秀吉リコールの一件で家康と対立しており、自身も新会長に立候補中。
- 島左近 （声- 中村悠一） - 3組（飛び級で入学）。三成を尊敬しており選挙活動に協力する。
- 柴田勝家（声 - 岡本信彦） - 3組（左近同様、飛び級入学）。見た目はエリート然としているが、実は元ヤン。
- 長曾我部元親（声 - 石野竜三） - 4組。学園を仕切る番長。
- 毛利元就（声 - 中原茂） - 4組。吹奏楽部所属（部長）。
- 鶴姫（声 - 小清水亜美） - 4組。占い同好会所属。ダーツを使った占いが当たると評判。
- 小早川秀秋（声 - 福山潤） - 4組。鍋同好会所属。少年っぽい風貌に気弱な性格。

2年生
- 豊臣秀吉（声 - 置鮎龍太郎） - 1組。元は生徒会長だったが、織田学園長が別の学校に赴任して不在の時期に、やりたいようにやりすぎ、先述の通り家康がリコールを起こして停学となった。現在は行方不明中。
- 片倉小十郎（声 - 森川智之） - 1組、野球部所属（キャッチャー）。
- 猿飛佐助（声 - 子安武人） - 1組、サッカー部兼新聞部。
- かすが（声 - 桑谷夏子） - 1組。新体操部所属。
- 竹中半兵衛（声 - 石田彰） - 2組。元生徒副会長だったが、現在秀吉絡みの問題発生により停学となって行方不明中。
- 黒田官兵衛（声 - 小山力也） - 2組。ある時本人も知らないうちに両手にタイヤが付いた手枷を付けられていて取れない。
- 浅井長政（声 - 辻谷耕史） - 3組。風紀委員長。
- お市（声 - 能登麻美子） - 3組。風紀委員。織田学園長の実妹。
- 前田利家（声 - 坪井智浩） - 4組。陸上部所属。
- まつ（声 - 甲斐田裕子） - 4組。陸上部所属。利家とは恋人同士。
- 大谷吉継（声 - 立木文彦） - 4組。三成を生徒会長にするべく日夜の秘密活動に余念がない。

教師・学園関係者
- 上杉謙信（声 - 朴璐美） - 美術担当。新体操部の顧問。
- 武田信玄（声 - 玄田哲章） - 体育担当。サッカー部の顧問。
- 雑賀孫市（声 - 大原さやか） - 物理担当。素行が悪い生徒へ見舞うチョーク弾は百発百中。
- 明智光秀（声 - 速水奨） - 保険医。
- いつき（声 - 沢城みゆき） - 学食お手伝い。おコメを愛する女の子。
- 織田信長（声 - 若本規夫） - BASARA学園学園長。別に存在する「本能寺学園」の学園長でもある。

#### 主題歌（学園）
オープニングテーマ「誇れ 気高き 美しき、いきざまを」
作詞 - 君島零 / 作曲 - 遠藤和斗、深澤祐貴 / 編曲 - 遠藤和斗、久下真音 / 歌 - EIGHT OF TRIANGLE
エンディングテーマ「Be Affected」
作詞 ・作曲・編曲 - Fear, and Loathing in Las Vegas / 歌 - 西川貴教×Fear, and Loathing in Las Vegas

#### 各話リスト（学園）
| 話数   | サブタイトル                                     | 脚本     | 演出                | 作画監督                                      |
| ------ | ------------------------------------------------ | -------- | ------------------- | --------------------------------------------- |
| 第1話  | 天下分け目のグラウンド争奪戦！                   | 三浦浩児 | 大原実              | 相坂ナオキ、岡本智                            |
| 第2話  | 隠密！佐助のお仕事お宝協奏曲                     | 三浦浩児 | 山内東生雄          | 福山貴人、南伸一郎                            |
| 第3話  | 嵐を呼ぶマウンドワルの花道                       | 福嶋幸典 | 真野玲              | しんぼたくろう 田中良（アクション）           |
| 第4話  | 炎の応援合戦恋の中間テスト大作戦                 | 福嶋幸典 | 関田修 中野彰子     | 南伸一郎、中野彰子                            |
| 第5話  | 激突！Mr.BASARABASARAの鉄人は誰だ                | 三浦浩児 | 石踊宏              | 渋谷一彦                                      |
| 第6話  | 乙女たちの宴遠足に行こう                         | 三浦浩児 | 山内東生雄 中野彰子 | 福山貴人、中野彰子                            |
| 第7話  | 燃え上がれ！BASARA祭                             | 三浦浩児 | 真野玲              | しんぼたくろう、越貴文 田中良（アクション）   |
| 第8話  | オレと某官兵衛の熱い夜                           | 福嶋幸典 | 前園文夫 中野彰子   | 南伸一郎、中野彰子                            |
| 第9話  | あの鐘を鳴らすのは、まさか！戦国BASARAへようこそ | 三浦浩児 | 真野玲              | しんぼたくろう、山川拓己 田中良（アクション） |
| 第10話 | 静かなる大騒動！？出動！！関ヶ原の陰謀           | 福嶋幸典 | 石踊宏              | 渋谷一彦                                      |
| 第11話 | 避難訓練は突然に痴れ者どもの狂宴                 | 福嶋幸典 | 真野玲              | しんぼたくろう 田中良（アクション）           |
| 第12話 | BASARA学園の一番長い日                           | 三浦浩児 | 大原実              | 相坂ナオキ                                    |

#### 放送局（学園）
| 放送期間                                                   | 放送時間                     | 放送局         | 対象地域   | 備考                      |
| ---------------------------------------------------------- | ---------------------------- | -------------- | ---------- | ------------------------- |
| 2018年10月5日 - 12月21日                                   | 金曜 1:28 - 1:58（木曜深夜） | TBSテレビ      | 関東広域圏 |                           |
| 2018年10月7日 - 12月23日                                   | 日曜 2:00 - 2:30（土曜深夜） | BS-TBS         | 日本全域   | BS放送                    |
| 2018年10月15日 - 12月31日                                  | 月曜 1:00 - 1:30（日曜深夜） | TBSチャンネル1 | 日本全域   | CS放送 / リピート放送あり |
| 2018年10月19日 - 2019年1月11日                             | 金曜 1:36 - 2:06（木曜深夜） | あいテレビ     | 愛媛県     |                           |
| TBSテレビ・BS-TBS・TBSチャンネル1では『アニメリコ』第1部。 |                              |                |            |                           |

#### BD / DVD
| 巻 | 発売日       | 収録話         | 規格品番   | 規格品番   |
| 巻 | 発売日       | 収録話         | BD         | DVD        |
| -- | ------------ | -------------- | ---------- | ---------- |
| 上 | 2019年1月9日 | 第1話 - 第6話  | BSZD-08219 | DSZD-08219 |
| 下 | 2019年3月6日 | 第7話 - 第12話 | BSZD-08220 | DSZD-08220 |

## 劇場アニメ
『劇場版 戦国BASARA -The Last Party-』は2011年6月4日に公開されたProduction I.G制作のアニメーション映画作品。
テレビアニメ第2期の最終回後に劇場版の制作が告知された。
ストーリーは『3』における関ヶ原の戦いをアニメ第2期の展開を踏まえた上で構成しているため、『3』とは登場人物の所属陣営が一部異なっている。
全国22スクリーンという小規模公開ながら、2011年6月4、5日の初日2日間で興収5,240万1,450円、動員3万4,872人になり映画観客動員ランキング（興行通信社調べ）で初登場第9位を記録している。また、女性客を中心に人気が集中しスクリーンアベレージでは同日公開の人気作を押さえ第1位となる好成績となっている。

### スタッフ（The Last Party）
- 原作 - CAPCOM（「戦国BASARA」シリーズ）
- 原作監修 - 小林裕幸、山本真
- 監督 - 野村和也
- 脚本 - むとうやすゆき
- キャラクター原案 - CAPCOM
- キャラクターデザイン・総作画監督 - 大久保徹
- 演出 - 江崎慎平、徳土大介、大平直樹、新留俊哉、拙者五郎、林直孝
- 絵コンテ - 野村和也、古橋一浩、萩原弘光、拙者五郎、大平直樹、笹木信作、山本秀世
- 作画監督 - 黄瀬和哉、片桐貴悠、佐々木守、小林理、羽田浩二、手塚響平、千葉崇明、浅野恭司、矢向宏志、田中春香、石川真理子、桑名郁朗、井川麗奈、太田恵子
- デザインワークス - 千葉崇明、浅野恭司、萩原弘光、尾崎智美、佐々木啓悟
- 美術監督 - 高峯義人
- 美術設定 - 成田偉保
- 色彩設計 - 広瀬いづみ
- 特殊効果 - 村上正博
- 3D監督 - 佐藤敦
- 撮影監督 - 大庭直之
- 編集 - 今井大介
- 音響監督 - 岩浪美和
- 音楽 - 澤野弘之
- アニメーション制作 - Production I.G
- 製作 - 秋元一孝、古川陽子、竹田靑滋、石川光久、太布尚弘、東山敦、佐々木史朗
- 製作・著作 - TEAM BASARA（松竹、ポニーキャニオン、毎日放送、Production I.G、電通、ムービック、flying DOG）
- 配給 - 松竹
- 共同宣伝 - ポニーキャニオン

### 声の出演（The Last Party）
- 伊達政宗 - 中井和哉
- 真田幸村 - 保志総一朗
- 徳川家康 - 大川透
- 石田三成 - 関智一
- 前田慶次 - 森田成一
- 片倉小十郎 - 森川智之
- 猿飛佐助 - 子安武人
- 大谷吉継 - 立木文彦
- 長曾我部元親 - 石野竜三
- 毛利元就 - 中原茂
- 武田信玄 - 玄田哲章
- 上杉謙信 - 朴璐美
- 夢吉 - 桑谷夏子
- 最上義光 - 白鳥哲
- 豊臣秀吉 - 置鮎龍太郎
- 浅井長政 - 辻谷耕史
- お市 - 能登麻美子
- 小早川秀秋 - 福山潤
- 天海 - 速水奨
- 織田信長 - 若本規夫
- ナレーション - 渡辺英雄
- 良直 - 遠藤大輔
- 左馬助 - 徳本恭敏
- 文七郎 - 金野潤
- 孫兵衛 - 酒巻光宏
- 兵 - 坂巻学、松本忍、小田柿悠太、田尻浩章、小澤一仁、寺本光希
- 村人 - 遠藤さやか、あいざわゆりか

### 主題歌（The Last Party）
オープニングテーマ「FLAGS」
エンディングテーマ「The party must go on」
作詞 - 井上秋緒 / 作曲・編曲 - 浅倉大介 / 歌 - T.M.Revolution（Epic Records Japan）

### 関連商品
BD・DVD
2011年12月7日に初回限定版特典付きのBDおよび本編のみ収録のBD・DVDが発売された。
特製マナーCM 鑑賞作法4バージョン
本編上映前にランダムで流れたマナーCMが初回限定版および通常版Blu-rayの本編ディスクに収録された。「伊達政宗 片倉小十郎 篇」「真田幸村 武田信玄 篇」「前田慶次 かすが 夢吉 篇」「徳川家康 本多忠勝 篇」の全4種類。
足軽ダンス劇場版
初回限定版Blu-rayの特典ディスクに収録。劇場版エンディングムービーで踊られた「足軽ダンス」がオリジナルのノンクレジット版とお手本版の2種類収録されている。
足軽ダンスの振付は振付稼業air:man。
劇場版戦国BASARA 4コマ劇場 -Another Last Party-
初回限定版Blu-rayの特典ディスクに収録された、ディフォルメキャラの30秒前後の短編アニメ。伊達政宗・真田幸村・徳川家康・石田三成・黒田官兵衛編の全5本。
- サウンドトラック
  - 劇場版 戦国BASARA-The Last Party- 音楽絵巻 〜さらば、宿敵（とも）よ〜 flying DOG
- トラベルCD
  - 劇場版 戦国BASARA-The Last Party- 戦国トラベルナビ〜関ヶ原編〜 フロンティアワークス
- 書籍
  - 劇場版 戦国BASARA-The Last Party- OFFICIAL COMPLETE BOOK 角川グループパブリッシング
  - 劇場版 戦国BASARA-The Last Party- 公式イラスト集 マッグガーデン
  - 劇場版 戦国BASARA-The Last Party- 公式イラスト集 弐 マッグガーデン
  - 劇場版 戦国BASARA-The Last Party- 原画集 マッグガーデン

#### テレビ放送
| 放送地域   | 放送局   | 放送日       | 放送時間                     | 放送系列 | 備考             |
| ---------- | -------- | ------------ | ---------------------------- | -------- | ---------------- |
| 近畿広域圏 | 毎日放送 | 2015年1月5日 | 月曜 2:05 - 3:57（日曜深夜） | TBS系列  | 製作委員会参加 / |

## インターネットラジオ

### ゲーム関連
みんな友達! 戦国バサラジオ
アニメイトTVにて2007年9月20日 - 2008年8月21日まで配信していたラジオ番組である。パーソナリティは森川智之・森田成一。
ゲスト：中井和哉（第4、5、19回）・保志総一朗（第6、7回）・置鮎龍太郎（第9回）・能登麻美子（第11回）・辻谷耕史（第12回）・石野竜三（第14回）・中原茂（第16回）・川上とも子（第20回）・大川透（第22回）・石田彰（第24回）
大原&小清水の『戦国BASARA3』応援らじお。
音泉にて2010年4月6日 - 2010年9月7日まで配信していたラジオ番組である。パーソナリティは大原さやか・小清水亜美。
ゲスト：大川透（第4回）・桑谷夏子（第6回）・立木文彦（第8回）・小山力也（第10回）
戦国BASARA 俺様らじお。
音泉にて2011年6月6日 - 2012年1月16日まで配信していたラジオ番組である。パーソナリティは子安武人・関智一。
ゲスト：藤原啓治（第10回）
Webラジオ「戦国BASARA」－熱血! 寄席ラジ! －
アニメイトTVにて2015年12月25日 - 2016年6月3日まで配信していたラジオ番組である。パーソナリティは保志総一朗。
ゲスト：石田彰（第1、2回）・大川透（第3、4回）・石野竜三（第5回）・岡本信彦（第6、7回）・関智一（第8回）・置鮎龍太郎（第9回）・櫻井孝宏（第10回）

### テレビアニメ関連
Webラジオ TVアニメ「戦国BASARA」【金】
アニメイトTVにて2009年3月26日 - 2009年9月10日まで配信していたラジオ番組である。パーソナリティは森田成一。
ゲストパーソナリティ：保志総一朗（第1回）・中井和哉（第2回）・子安武人（第3回）・森川智之（第4回）・若本規夫（第5回）・中原茂（第6回）・石野竜三（第7回）
Webラジオ TVアニメ「戦国BASARA」【銀】
アニメイトTVにて2009年4月9日 - 2009年9月24日まで配信していたラジオ番組である。パーソナリティは能登麻美子・桑谷夏子。
ゲスト：朴璐美（第2回）・辻谷耕史（第3回）・甲斐田裕子（第4回）・子安武人（第5回）・日野由利加（第6回）
Webラジオ TVアニメ「戦国BASARA弐」【金剛】
アニメイトTVにて2010年6月18日 - 2010年12月24日まで配信していたラジオ番組である。パーソナリティは森田成一・森川智之。
ゲストパーソナリティ：保志総一朗（第1回）・桑谷夏子（第2回）・坪井智浩（第3回）・石野竜三（第4回）・中原茂（第5回）・石田彰（第6回）・置鮎龍太郎（第7回）・藤原啓治（第8回）・能登麻美子（第9回）・玄田哲章（第10回）
Webラジオ 劇場版「戦国BASARA」 -The Last Party-
アニメイトTVにて2011年5月27日 - 2011年8月5日まで配信していたラジオ番組である。
パーソナリティ：大川透&関智一（第1回）・保志総一朗&森川智之（第2回）・玄田哲章&朴璐美（第3回）・石野竜三&中原茂（第4回）・桑谷夏子&能登麻美子（第5回）・中井和哉&森田成一（第6回）
保志総一朗・関智一の「戦国BASARA Judge End」ラジオ
文化放送運営のインターネットラジオ局 超!A&G+にて2014年7月13日 - 2014年9月28日まで毎週日曜24:30 - 25:00に放送されていたラジオ番組である。パーソナリティは保志総一朗、関智一。

### 関連商品
- DJCD 「戦国BASARA」 第1巻-第3巻 フロンティアワークス
- DJCD 「戦国BASARA」 SPECIAL フロンティアワークス
- DJCD TVアニメ 戦国BASARA【金】 第1巻-第2巻 フロンティアワークス
- DJCD TVアニメ 戦国BASARA【金】 片倉小十郎特別版 フロンティアワークス
- DJCD TVアニメ 戦国BASARA【銀】 第1巻-第2巻 フロンティアワークス
- DJCD TVアニメ「戦国BASARA弐」【金剛】 第1巻-第3巻 フロンティアワークス
- DJCD 劇場版「戦国BASARA」-The Last Party- 第1巻-第2巻 フロンティアワークス
- DJCD 劇場版「戦国BASARA」-The Last Party- 特別版 フロンティアワークス
- DJCD 戦国BASARA -熱血! 寄席ラジ!- フロンティアワークス
- 大原&小清水の「戦国BASARA3」応援らじお。 Vol.1-Vol.2 タブリエ・コミュニケーションズ
- 戦国BASARA俺様らじお。 Vol.1-Vol.2 タブリエ・コミュニケーションズ

## 舞台
キャストは舞台版オリジナル。

### 舞台「戦国BASARA」
- 公演日：2009年7月3日-7月12日（東京ドームシティシアターGロッソ）

#### キャスト（舞台）
- 伊達政宗 - 久保田悠来
- 真田幸村 - 片岡信和
- 片倉小十郎 - 吉田友一
- 猿飛佐助 - 村田洋二郎
- 濃姫 - 長澤奈央
- 森蘭丸 - 椎名鯛造
- 明智光秀 - 谷口賢志
- 織田信長 - 窪寺昭

#### スタッフ（舞台）
- 原作：CAPCOM（「戦国BASARA」シリーズ）
- 構成・演出・振付：西田大輔
  - 西田は本作のゲネプロ時に、ゲームの印象を崩さないように立ち回る舞台にしたと語っている[75]。
- プロデューサー：三角大、下浦貴敬
- 脚本協力：むとうやすゆき
- 監修：小林裕幸
- 舞台監督：粟飯原和弘
- アクション協力：JAE（ジャパンアクションエンタープライズ）
- 企画・製作：舞台「戦国BASARA」製作委員会
- 制作：株式会社H&M
- 主催：TBS、東京ドーム、東京ケーブルネットワーク、イーエス・エンターテインメント

#### 映像ソフト化（舞台）
公演および特典映像を収録したDVDが発売されている。
- 舞台「戦国BASARA」 prologue DVD 2009年8月25日発売
- 舞台「戦国BASARA」 2009年10月2日発売

また、舞台「戦国BASARA」サウンドトラックが2009年10月7日に発売されている。

### 舞台「戦国BASARA」〜蒼紅共闘〜
- 公演日：2010年4月9日-4月18日（サンシャイン劇場）
- 「1」の再演だが演出や宴会など変更・追加要素有り。真田幸村役のキャストが変更。

#### キャスト（蒼紅共闘）
- 伊達政宗 - 久保田悠来
- 真田幸村 - 細貝圭
- 片倉小十郎 - 吉田友一
- 猿飛佐助 - 村田洋二郎
- 濃姫 - 長澤奈央
- 森蘭丸 - 椎名鯛造
- 明智光秀 - 谷口賢志
- 織田信長 - 窪寺昭

#### スタッフ（蒼紅共闘）
- 原作：CAPCOM（「戦国BASARA」シリーズ）
- 構成・演出・振付：西田大輔
- プロデューサー：三角大、下浦貴敬
- 脚本協力：山本真 (CAPCOM)
- 監修：小林裕幸 (CAPCOM)
- 舞台監督：粟飯原和弘
- アクション協力：JAE（ジャパンアクションエンタープライズ）、AND ENDLESS
- 企画・製作：舞台「戦国BASARA」製作委員会
- 制作：株式会社H&M、Office ENDLESS
- 主催：株式会社H&M、株式会社エンタテインメントプラス

#### 映像ソフト化（蒼紅共闘）
公演および特典映像を収録したDVDが発売されている。初回生産分には公演フォトブックが付属。
- 舞台「戦国BASARA」〜蒼紅共闘〜 2010年7月16日発売

その他、イベントDVD「戦国BASARA 5周年祭〜武道館の宴〜」で「蒼紅共闘」キャスト8名が舞台ダイジェストを披露している。

### 舞台「戦国BASARA3」
- 公演日
  - 大阪公演：2011年10月14日-10月16日（イオン化粧品シアターBRAVA!）
  - 東京公演：2011年10月23日-10月30日（東京ドームシティシアターGロッソ）

#### キャスト（舞台 BASARA3）
- 徳川家康 - 広瀬友祐
- 石田三成 - 中村誠治郎
- 伊達政宗 - 久保田悠来
- 真田幸村 - 細貝圭
- 長曾我部元親 - 戸谷公人
- 毛利元就 - 小谷嘉一
- 黒田官兵衛 - 白川裕二郎
- 小早川秀秋 - 宮下雄也
- 大谷吉継 - 村田雅和
- 片倉小十郎 - 吉田友一
- 猿飛佐助 - 村田洋二郎
- 天海 - 谷口賢志
- 雑賀孫市 - 山崎真実
- 鶴姫 - 川村ゆきえ

#### スタッフ（舞台 BASARA3）
- 原作：CAPCOM（「戦国BASARA」シリーズ）
- 構成・演出・振付：西田大輔
- プロデューサー：三角大、下浦貴敬
- 原作監修：小林裕幸 (CAPCOM)、山本真 (CAPCOM)
- 舞台監督：粟飯原和弘
- アクション協力：JAE（ジャパンアクションエンタープライズ）、AND ENDLESS
- 制作：Office ENDLESS、ダイス
- 主催：ダイス

#### 映像ソフト化（舞台 BASARA3）
公演を収録したDVDが発売されている。初回限定版には特典映像DVDと特典フォトブックレットも付属。
- 舞台「戦国BASARA3」 2012年2月23日発売

その他、イベントDVD「戦国BASARA バサラ祭2011?夏の陣?」では「3」に出演したキャスト6名が映像特典の前夜祭に出演している。

### 舞台「戦国BASARA2」
- 公演日
  - 東京公演：2012年5月11日-5月15日（ル・テアトル銀座）10ステージ
  - 大阪公演：2012年5月19日-5月20日（イオン化粧品シアターBRAVA!）4ステージ
  - 愛知公演：2012年6月2日-6月3日（中日劇場）2ステージ
- 千秋楽（6月3日）は全国12会場でライブビューイングも開催。

#### キャスト（舞台 BASARA2）
- 前田慶次 - 伊阪達也
- 竹中半兵衛 - 崎本大海
- 豊臣秀吉 - 小田井涼平
- 伊達政宗 - 久保田悠来
- 真田幸村 - 細貝圭
- 片倉小十郎 - 吉田友一
- 猿飛佐助 - 村田洋二郎
- 徳川家康 - 広瀬友祐
- 石田三成 - 中村誠治郎
- 武田信玄 - 中村憲刀
- 上杉謙信 - AKIRA
- かすが - 知念沙也樺
- 前田利家 - 真佐夫
- まつ - 別府あゆみ

#### スタッフ（舞台 BASARA2）
- 原作：CAPCOM（「戦国BASARA」シリーズ）
- 構成・演出・振付：西田大輔
- プロデューサー：三角大、下浦貴敬
- 原作監修：小林裕幸 (CAPCOM)、山本真 (CAPCOM)
- 舞台監督：清水スミカ、深見信生
- 制作：Office ENDLESS、ダイス
- 主催：中日劇場、ダイス
- 共催：MBS毎日放送、JTB法人東京

#### 映像ソフト化（舞台 BASARA2）
公演を収録したDVDが発売されている。初回限定版には特典映像DVDと特典小冊子も付属。
- 舞台「戦国BASARA2」 2012年9月26日発売

### 舞台「戦国BASARA3」-瀬戸内響嵐-
- 公演日
  - 東京公演：2012年11月2日-11月11日（東京ドームシティホール）
  - 大阪公演：2012年11月16日-11月18日（イオン化粧品シアターBRAVA!）
- 長曾我部元親・雑賀孫市・大谷吉継役のキャストが変更。
- 千秋楽（11月18日）は全国17会場でライブビューイングも開催。

#### キャスト（瀬戸内響嵐）
- 長曾我部元親 - 浜尾京介
- 毛利元就 - 小谷嘉一
- 徳川家康 - 広瀬友祐
- 石田三成 - 中村誠治郎
- 伊達政宗 - 久保田悠来
- 真田幸村 - 細貝圭
- 片倉小十郎 - 吉田友一
- 猿飛佐助 - 村田洋二郎
- 雑賀孫市 - 八代みなせ
- 鶴姫 - 川村ゆきえ
- 天海 - 谷口賢志
- 小早川秀秋 - 宮下雄也
- 大谷吉継 - 新田健太
- 立花宗茂 - 加藤靖久
- 大友宗麟 - 浅倉祐太

#### スタッフ（瀬戸内響嵐）
- 原作：CAPCOM（「戦国BASARA」シリーズ）
- 構成・演出・振付：西田大輔
- プロデューサー：三角大、下浦貴敬
- 原作監修：小林裕幸 (CAPCOM)、山本真 (CAPCOM)
- 制作：Office ENDLESS、ダイス
- 主催：ダイス
- 共催：JTB法人東京

#### 映像ソフト化（瀬戸内響嵐）
公演を収録したDVDが発売されている。初回限定版には特典映像DVDと特典小冊子も付属。
- 舞台「戦国BASARA3」-瀬戸内響嵐- 2013年2月28日発売

### 舞台「戦国BASARA3 宴」
- 公演日
  - 福岡公演：2013年4月26日-4月28日（キャナルシティ劇場）
  - 愛知公演：2013年5月2日-5月4日（中日劇場）
  - 東京公演：2013年5月10日-5月19日（日本青年館大ホール）
  - 大阪公演：2013年5月23日-5月26日（森ノ宮ピロティホール）
- 本舞台を最後に卒業する久保田・細貝によるアフター・トークが5月2日及び5月14日の公演において行われた。
- 千秋楽（5月26日）は全国25会場でライブビューイングも開催。

#### キャスト（舞台 宴）
- 松永久秀 - 松田賢二
- 伊達政宗 - 久保田悠来
- 真田幸村 - 細貝圭
- 徳川家康 - 広瀬友祐
- 石田三成 - 中村誠治郎
- 片倉小十郎 - 吉田友一
- 猿飛佐助 - 村田洋二郎
- 鶴姫 - 川村ゆきえ
- 雑賀孫市 - 八代みなせ
- 武田信玄 - 中村憲刀
- 上杉謙信 - AKIRA
- 最上義光 - 今井靖彦
- 風魔小太郎 - 高橋光
- 今川義元 - 塚本拓弥
- 浅井長政 - 桜田航成
- 天海（明智光秀） - 谷口賢志
- 織田信長 - 窪寺昭
- お市 - 玉置成実

#### スタッフ（舞台 宴）
- 原作：CAPCOM（「戦国BASARA」シリーズ）
- 構成・演出・振付：西田大輔
- プロデューサー：三角大、下浦貴敬
- 原作監修：小林裕幸 (CAPCOM)、山本真 (CAPCOM)
- シナリオ協力：松野出
- 制作：Office ENDLESS、ダイス
- 主催：ダイス、キャナルシティ劇場、中日新聞社
- 共催：JTBコーポレートセールス
- 協力：山宝産業

#### 映像ソフト化（舞台 宴）
公演を収録したDVDが発売されている。初回限定版には特典映像DVDと特典小冊子も付属。
- 舞台「戦国BASARA3 宴」 2013年8月31日発売

### 舞台「戦国BASARA3 宴弐」-凶王誕生×深淵の宴-
- 公演日
  - 東京公演：2013年11月1日-11月10日（東京ドームシティホール）
  - 愛知公演：2013年11月15日-11月17日（中日劇場）
  - 大阪公演：2013年11月22日-11月24日（メルパルク大阪）
- 主題歌：「青の中の青」「前夜」石川智晶
- 伊達政宗・真田幸村・竹中半兵衛役のキャストが変更。
- 出演キャストによるアフター・トークが11月7日-11月8日および11月15日-11月16日の公演において開催。
- 千秋楽（11月24日）は全国26会場でライブビューイングも開催。

#### キャスト（凶王誕生×深淵の宴）
- 石田三成 - 中村誠治郎
- 伊達政宗 - 滝川英治
- 真田幸村 - 吉岡佑
- 片倉小十郎 - 吉田友一
- 猿飛佐助 - 村田洋二郎
- 竹中半兵衛 - 川隅美慎
- 豊臣秀吉 - 小田井涼平
- 毛利元就 - 小谷嘉一
- 黒田官兵衛 - 白川裕二郎
- 上杉謙信 - AKIRA
- かすが - 知念沙也樺
- 雑賀孫市 - 八代みなせ
- 風魔小太郎 - 高橋光
- 大谷吉継 - 新田健太
- 北条氏政 - 山本健史
- いつき - 酒井蘭
- 三好三人衆・長兄 - 金田進一
- 三好三人衆・次男 - 遠藤誠
- 三好三人衆・三男 - 白崎誠也

#### スタッフ（凶王誕生×深淵の宴）
- 原作：CAPCOM（「戦国BASARA」シリーズ）
- 構成・演出・振付：西田大輔
- プロデューサー：三角大、下浦貴敬
- 原作監修：小林裕幸 (CAPCOM)、山本真 (CAPCOM)
- シナリオ協力：松野出
- 制作：Office ENDLESS、ダイス
- 主催：ダイス、中日新聞社
- 共催：JTBコーポレートセールス
- 協力：山宝産業
- 後援：テレビ朝日

#### 映像ソフト化（凶王誕生×深淵の宴）
- 舞台「戦国BASARA3 宴弐」凶王誕生×深淵の宴 2014年3月31日発売

### 舞台「戦国BASARA3」-咎狂わし絆-
- 公演日
  - 東京公演：2014年4月25日-5月6日（EX THEATER ROPPONGI）17ステージ
  - 愛知公演：2014年5月10日-5月11日（中日劇場）3ステージ
  - 大阪公演：2014年5月15日-5月18日（シアターBRAVA!）6ステージ
- 真田幸村（Wキャストとして）・長曾我部元親・黒田官兵衛役のキャストが変更。

#### キャスト（咎狂わし絆）
- 徳川家康 - 広瀬友祐
- 石田三成 - 中村誠治郎
- 伊達政宗 - 滝川英治
- 真田幸村 - 吉岡佑、松村龍之介（Wキャスト）
- 片倉小十郎 - 吉田友一
- 猿飛佐助 - 村田洋二郎
- 長曾我部元親 - 八神蓮
- 毛利元就 - 小谷嘉一
- 黒田官兵衛 - 横山真史
- 天海 - 谷口賢志
- 小早川秀秋 - 宮下雄也
- 風魔小太郎 - 高橋光
- 大谷吉継 - 新田健太
- 雑賀孫市 - 八代みなせ
- 鶴姫 - 川村ゆきえ
- 三好三人衆・長兄 - 金田進一
- 三好三人衆・次男 - 遠藤誠
- 三好三人衆・三男 - 白崎誠也
- 前田慶次 - 伊阪達也
- 前田利家 - 真佐夫
- まつ - 別府あゆみ

#### スタッフ（咎狂わし絆）
- 原作：CAPCOM（「戦国BASARA」シリーズ）
- 構成・演出・振付：西田大輔
- エグゼクティブプロデューサー：三角大
- プロデューサー：下浦貴敬、德秀樹
- 制作プロデューサー：北村かずや
- 原作監修：小林裕幸 (CAPCOM)、山本真 (CAPCOM)
- 制作：Office ENDLESS、ダイス
- 主催：ダイス、エンタテインメントプラス、中日新聞社
- 共催：JTBコーポレートセールス
- 協力：MBS、JTBコーポレートセールス、山宝産業

### 舞台「戦国BASARA4」
- 公演日
  - 東京公演：2014年10月31日-11月9日（東京ドームシティホール）
  - 福岡公演：2014年11月22日-11月24日（キャナルシティ劇場）
  - 大阪公演：2014年11月27日-11月30日（森ノ宮ピロティホール）
  - 名古屋公演：2014年12月5日-12月7日（中日劇場）
- 伊達政宗のキャストが変更。
- 出演キャストによるアフタートークが11月3日、7日、22日、28日、および12月5日の公演にて開催。
- 千秋楽（12月7日）は全国の映画館でライブビューイングも開催。

#### キャスト（舞台 戦国BASARA4）
- 石田三成 - 中村誠治郎
- 徳川家康 - 広瀬友祐
- 島左近 - 加藤慶祐
- 柴田勝家 - 藤田玲
- 伊達政宗 - 山口大地
- 真田幸村 - 松村龍之介
- 片倉小十郎 - 吉田友一
- 猿飛佐助 - 村田洋二郎
- 大谷吉継 - 新田健太
- 風魔小太郎 - 高橋光
- 織田信長 - 窪寺昭
- 明智光秀 - 谷口賢志
- 浅井長政 - 桜田航成
- お市 - 玉置成実
- 足利義輝 - 天野浩成

#### スタッフ（舞台 戦国BASARA4）
- 原作：COPCOM（「戦国BASARA」シリーズ）
- 構成・演出・振付：西田大輔
- エグゼクティブプロデューサー：三角大
- プロデューサー：下浦貴敬、德秀樹
- 制作プロデューサー：北村かずや
- アソシエイトプロデューサー:石井修司 榊陽介
- 原作監修：小林裕幸 (CAPCOM)、山本真 (CAPCOM)
- 制作：Office ENDLESS、ダイス
- 主催：ダイス、エンタテインメントプラス、キャナルシティ劇場、中日新聞社
- 協力：山宝産業
- 特別協力：JTBコーポレートセールス

### 舞台「戦国BASARA VS Devil May Cry」
- COPCOMのゲーム「戦国BASARA」と「Devil May Cry」の初のコラボレーション舞台。
- 公演日：2015年8月20日-8月30日（AiiA2.5シアターTokyo）18ステージ
- 出演キャストによるアフタートークが8月21日、23日、26日、27日に開催。
- 8月24日から26日に片倉小十郎、猿飛佐助の衣装、8月27日、28日に織田信長、天海の衣装展示を開催。
- 千秋楽（8月30日）は全国の映画館でライブビューングを開催。

#### キャスト（戦国BASARA VS Devil May Cry）
戦国BASARA キャスト
- 伊達政宗 - 山口大地
- 真田幸村 - 松村龍之介
- 前田慶次 - 伊阪達也
- 浅井長政 - 桜田航成
- 毛利元就 - 小谷嘉一
- 明智光秀 - 谷口賢志

Devil May Cry キャスト
- ダンテ - 鈴木拡樹
- バージル - 南羽翔平
- レディ - 柴小聖
- トリッシュ - 階戸瑠李
- 黒騎士 - 吉田友一

#### スタッフ（戦国BASARA VS Devil May Cry）
- 原作：CAPCOM（「戦国BASARA」シリーズ、「Devil May Cry」シリーズ）
- 構成・演出：宇治川まさなり
- プロデューサー：都田和志（エースクルー・エンタテインメント）、山浦哲也（エイベックス・ライヴ・クリエイティヴ）
- 企画・原作監修：小林裕幸（CAPCOM）、山本真（CAPCOM）
- 制作：都丸聡子（エイベックス・ライヴ・クリエイティヴ）
- 主催：エイベックス・ライヴ・クリエイティヴ、エイベックス・ヴァンガード、サンライズプロモーション東京

### 舞台「戦国BASARA4 皇」
- 公演日
  - 東京公演：2016年1月21日-1月31日（Zeppブルーシアター六本木）
  - 大阪公演：2016年2月5日-2月7日（サンケイホールブリーゼ）
- 伊達政宗・片倉小十郎・猿飛佐助・風魔小太郎・長曾我部元親・雑賀孫市のキャストが変更。

#### キャスト（BASARA4 皇）
- 伊達政宗 - 塩野瑛久
- 真田幸村 - 松村龍之介
- 片倉小十郎 - 井上正大
- 猿飛佐助 - 椎名鯛造
- 毛利元就 - 小谷嘉一
- 長宗我部元親 - 白又敦
- 浅井長政 - 桜田航成
- 風魔小太郎 - 末野卓磨
- 鶴姫 - 川村ゆきえ
- 雑賀孫市 - 護あさな
- 柴田勝家 - 藤田玲
- 千利休 - 寿里
- 松永久秀 - 松田賢二

#### スタッフ（BASARA4 皇）
- 原作：CAPCOM（「戦国BASARA」シリーズ）
- 構成・演出：宇治川まさなり
- 企画・原作監修：小林裕幸(CAPCOM)、山本真(CAPCOM)
- シナリオ協力：松野出
- プロデューサー：都田和志（エースクルー・エンタテインメント）、山浦哲也（エイベックス・ライヴ・クリエイティヴ）
- 制作：都丸聡子（エイベックス・ライヴ・クリエイティヴ）

### 斬劇「戦国BASARA4 皇 本能寺の変」
- 公演日
  - 東京公演：2016年7月1日-7月10日（Zeppブルーシアター六本木）13ステージ
  - 大阪公演：2016年7月16日-7月18日（梅田芸術劇場）5ステージ
- 織田信長、島左近のキャストが変更。
- 明智光秀役の谷口賢志、伊達政宗役の塩野瑛久が本公演をもって卒業する。

#### キャスト（BASARA4 皇 本能寺の変）
- 伊達政宗 - 塩野瑛久
- 真田幸村 - 松村龍之介
- 片倉小十郎 - 井上正大
- 猿飛佐助 - 椎名鯛造
- 前田慶次 - 伊阪達也
- 島左近 - 斉藤秀翼
- 長曾我部元親 - 白又敦
- 明智光秀 - 谷口賢志
- 上杉謙信 - AKIRA
- 雑賀孫市 - 護あさな
- 千利休 - 寿里
- 後藤又兵衛 - 汐崎アイル
- 織田信長 - 唐橋充

#### スタッフ（BASARA4 皇 本能寺の変）
- 原作：CAPCOM（「戦国BASARA」シリーズ）
- 構成・演出・映像：ヨリコ ジュン
- 企画・原作監修：小林裕幸(CAPCOM)、山本真(CAPCOM)
- シナリオ協力：松野出
- プロデューサー：都田和志（エースクルー・エンタテインメント）、山浦哲也（エイベックス・ライヴ・クリエイティヴ）
- 制作：都丸聡子（エイベックス・ライヴ・クリエイティヴ）

### 斬劇 ｢戦国BASARA 関ヶ原の戦い｣
- 公演日
  - 東京公演：2017年2月3日-2月12日（天王洲銀河劇場）
  - 大阪公演：2017年2月17日-2月19日（梅田芸術劇場）
- 徳川家康、石田三成、伊達政宗、大谷吉継、黒田官兵衛のキャストが変更。
- 該当公演のみゲスト武将が出演。

#### キャスト（BASARA 関ヶ原の戦い）
- 徳川家康 - 中尾拳也
- 石田三成 - 沖野晃司
- 伊達政宗 - 眞嶋秀斗
- 真田幸村 - 松村龍之介
- 猿飛佐助 - 椎名鯛造
- 長曾我部元親 - 白又敦
- 風魔小太郎 - 末野卓磨
- 大谷吉継 - 大山将司
- 井伊直虎 - 河村唯
- 雑賀孫市 - 護あさな
- 後藤又兵衛 - 汐崎アイル
- 黒田官兵衛 - 伊藤裕一
- 松永久秀 - 松田賢二
- 片倉小十郎 - 井上正大（映像出演）
- 毛利元就 - 小谷嘉一
- 片倉小十郎 - 井上正大
- 島左近 - 斉藤秀翼
- 久彦 - 中山優貴（SOLIDEMO）
- 武三 - 山口智也（SOLIDEMO）

#### スタッフ（BASARA 関ヶ原の戦い）
- 原作：CAPCOM（「戦国BASARA」シリーズ）
- 構成・演出・映像：ヨリコ ジュン
- 企画・原作監修：小林裕幸(CAPCOM)、山本真(CAPCOM)
- シナリオ協力：松野出
- プロデューサー：都田和志（エースクルー・エンタテインメント）、山浦哲也（エイベックス・ライヴ・クリエイティヴ）
- 制作：都丸聡子（エイベックス・ライヴ・クリエイティヴ）

### 斬劇 ｢戦国BASARA 小田原征伐｣
- 公演日
  - 東京公演：2017年8月11日-8月20日（AiiA 2.5 Theater Tokyo）
  - 大阪公演：2017年8月25日-8月27日（立命館いばらきフューチャープラザ グランドホール）
- 該当公演のみゲスト武将が出演。

#### キャスト（BASARA 小田原征伐）
- 伊達政宗 - 眞嶋秀斗
- 真田幸村 - 松村龍之介
- 徳川家康 - 中尾拳也
- 石田三成 - 沖野晃司
- 片倉小十郎 - 井上正大
- 猿飛佐助 - 椎名鯛造
- 長曾我部元親 - 白又敦
- 黒田官兵衛 - 伊藤裕一
- 山中鹿之助 - 橘龍丸
- 北条氏政 - 寺山武志
- 風魔小太郎 - 末野卓磨
- 大谷吉継 - 大山将司
- 毛利元就 - 小谷嘉一、健人（Wキャスト）
- 後藤又兵衛 - 汐崎アイル
- 千利休 - 寿里
- 浅井長政 - 桜田航成

#### スタッフ（BASARA 小田原征伐）
- 原作：CAPCOM（「戦国BASARA」シリーズ）
- 構成・演出・映像：ヨリコ ジュン
- 企画・原作監修：小林裕幸(CAPCOM)、山本真(CAPCOM)
- シナリオ協力：松野出
- プロデューサー：都田和志（エースクルー・エンタテインメント）、山浦哲也（エイベックス・クリエイティヴ）
- 制作：都丸聡子（エイベックス・ライヴ・クリエイティヴ）

### 斬劇 ｢戦国BASARA 第六天魔王｣
舞台化シリーズ第14作目。
- 公演日
  - 東京公演：2018年3月2日-3月11日（AiiA2.5シアターTokyo）
  - 大阪公演：2018年3月16日-3月18日（森ノ宮ピロティーホール）
- 明智光秀、お市のキャストが変更。

#### キャスト（BASARA 第六天魔王）
- 伊達政宗 - 眞嶋秀斗
- 真田幸村 - 松村龍之介
- 徳川家康 - 中尾拳也
- 石田三成 - 沖野晃司
- 片倉小十郎 - 井上正大
- 猿飛佐助 - 椎名鯛造
- 明智光秀 - 瀬戸祐介
- 後藤又兵衛 - 汐崎アイル
- 島左近 - 斉藤秀翼
- 浅井長政 - 桜田航成
- お市 - 高柳明音（SKE48）
- 京極マリア - 大湖せしる
- 黒田官兵衛 - 伊藤裕一
- 織田信長 - 唐橋充

#### スタッフ（BASARA 第六天魔王）
- 原作：CAPCOM（「戦国BASARA」シリーズ）
- 構成・演出・映像：ヨリコ ジュン
- 企画・原作監修：小林裕幸(CAPCOM)、山本真(CAPCOM)
- 制作：エイベックス・エンタテインメント、エースクルー・エンタテインメント
- 東京公演主催:エイベックス・エンタテインメント、エースクルー・エンタテインメント、サンライズプロモーション東京
- 大阪公演主催:斬劇「戦国BASARA」第六天魔王 大阪公演制作委員会

### 斬劇『戦国BASARA』蒼紅乱世『紅』未来への誇り
- 公演日
  - 東京公演：2018年12月7日-12月16日（オルタナティブシアター）
- 「『蒼』THE PRIDE」と2作連続上演。

#### キャスト（BASARA 蒼紅乱世『紅』未来への誇り）
- 真田幸村 - 松村龍之介
- 徳川家康 - 中尾拳也
- 長曾我部元親 - 白又敦
- 山中鹿之介 - 橘龍丸
- 黒田官兵衛 - 伊藤裕一
- 毛利元就 - 小谷嘉一
- 宮本武蔵 - 西野太盛
- 明智光秀 / 天海 - 瀬戸祐介
- 映像出演 - 眞嶋秀斗、沖野晃司 ほか

#### スタッフ（BASARA 蒼紅乱世『紅』未来への誇り）
- 原作：CAPCOM（「戦国BASARA」シリーズ）
- 構成・演出・映像：ヨリコ ジュン
- 企画・原作監修：小林裕幸（CAPCOM）、山本真（CAPCOM）
- 制作：エイベックス・エンタテインメント、エースクルー・エンタテインメント

### 斬劇『戦国BASARA』蒼紅乱世『蒼』THE PRIDE
舞台化シリーズ第15作目。
- 公演日
  - 東京公演：2018年12月21日-12月30日（オルタナティブシアター）
- 「『紅』未来への誇り」と2作連続上演。

#### キャスト（BASARA 蒼紅乱世『蒼』THE PRIDE）
- 伊達政宗 - 眞嶋秀斗
- 石田三成 - 沖野晃司
- 前田慶次 - 伊阪達也
- 山中鹿之介 - 橘龍丸
- 後藤又兵衛 - 汐崎アイル
- 最上義光 - 寺山武志
- 竹中半兵衛 - 末野卓磨
- 豊臣秀吉 - 佐々木崇
- 映像出演 - 松村龍之介、中尾拳也 ほか

#### スタッフ（BASARA 蒼紅乱世『蒼』THE PRIDE）
- 原作：CAPCOM（「戦国BASARA」シリーズ）
- 構成・演出・映像：ヨリコ ジュン
- 企画・原作監修：小林裕幸（CAPCOM）、山本真（CAPCOM）
- 制作：エイベックス・エンタテインメント、エースクルー・エンタテインメント

### 斬劇『戦国BASARA』天政奉還
- 公演日
  - 東京公演：2019年7月12日-7月21日（ヒューリックホール東京）
  - 大阪公演：2019年7月26日-7月28日（シアター・ドラマシティ）
- 伊達政宗役の眞嶋秀斗、真田幸村役の松村龍之介が本公演をもって卒業する。

#### キャスト（BASARA 天政奉還）
- 伊達政宗 - 眞嶋秀斗
- 真田幸村 - 松村龍之介
- 石田三成 - 沖野晃司
- 徳川家康 - 永田聖一朗
- 片倉小十郎 - 井上正大
- 足利義輝 - 久保田秀敏
- 竹中半兵衛 - 末野卓磨
- 風魔小太郎 - 前田慎治
- 小早川秀秋 - 高岡裕貴
- お市 - 高柳明音（SKE48）
- 鶴姫 - 出口亜梨沙
- 明智光秀 / 天海 - 瀬戸祐介
- 京極マリア - 大湖せしる
- 松永久秀 - 松田賢二
- 三好三人衆・長兄 - 喜多野章太郎
- 三好三人衆・次男 - 久道成光
- 三好三人衆・三男 - 田沼ジョージ ほか

#### スタッフ（BASARA 蒼紅乱世『蒼』THE PRIDE）
- 原作：CAPCOM（「戦国BASARA」シリーズ）
- 構成・演出・映像：ヨリコ ジュン
- 企画・原作監修：小林裕幸（CAPCOM）、山本真（CAPCOM）
- 制作：エイベックス・エンタテインメント、エースクルー・エンタテインメント

### 斬劇『戦国BASARA』〜豊臣滅亡
舞台化シリーズ第17作目であるが、新型コロナウイルス感染症の拡大傾向の情勢により全公演中止となった。
- 公演予定日
  - 東京公演：2020年4月10日-4月19日（東京・品川ステラボール）
  - 神戸公演：2020年4月24日-4月26日（神戸・AiiA2.5Theater KOBE）

## 宝塚歌劇
2012年11月2日に宝塚歌劇団花組による公演決定が告知された。2013年3月18日に制作発表会が行われ、公演内容の概要が発表された。宝塚歌劇とカプコンのゲームコラボレーションシリーズとしては『逆転裁判』に続く2作目となる。

## 実写ドラマ

### 戦国BASARA -MOONLIGHT PARTY-
毎日放送にて2012年7月13日から9月21日まで、BS-TBSにて同年9月5日から10月31日までそれぞれ放送された。林遣都と武田航平のダブル主演で、舞台版に出演した長澤奈央と椎名鯛造は同じ役で出演する。また、織田信長役のGACKTは本作品が民放の連続ドラマ初レギュラー出演となる。
ストーリーは魔王・織田信長率いる織田軍と伊達・武田連合軍の戦いを中心に描かれているが、エピソードはほぼドラマオリジナルのものとなっている。

#### キャスト（テレビドラマ）
- 伊達政宗 - 林遣都
- 真田幸村 - 武田航平
- 片倉小十郎 - 徳山秀典
- 猿飛佐助 - 井澤勇貴
- 上杉謙信 - 有末麻祐子
- かすが - 落合恭子
- 濃姫 - 長澤奈央
- 明智光秀 - 樋口夢祈
- 森蘭丸 - 椎名鯛造
- 武田信玄 - 岩永洋昭
- 織田信長 - GACKT
- ナレーション - 白善哲

#### スタッフ（テレビドラマ）
- 監督：松田圭太、アベユーイチ
- アクション監督：小原剛
- 原作：CAPCOM（「戦国BASARA」シリーズ）
- 原作監修：小林裕幸 (CAPCOM)、山本真 (CAPCOM)
- 脚本：高橋ナツコ、山口亮太
- 音楽：長嶌寛幸
- プロデューサー：大垣修也、片山武志、高松武史、村田亮、丸山博雄
- 撮影：高橋創
- 照明：常谷良男
- 美術：平井淳郎
- 録音：永口靖
- 編集：古波津陽
- 音響効果：田中俊
- スタイリスト：池田友紀
- 特殊造形：土肥良成、織田尚
- 助監督：伊藤良一
- 製作担当：篠原大成
- キャスティング：中里慶
- 宣伝：中村美絵、安藤ひと美
- アソシエイトプロデューサー：岡田愛、神谷綾子
- エグゼクティブプロデューサー：井本直樹、浦城義明、都田和志
- 製作：三宅容介、宮路敬久、丹羽多聞アンドリウ、松田圭太、佐伯寛之
- 企画：ポニーキャニオン
- 制作プロダクション：サモワール
- 製作・著作：「戦国BASARA -MOONLIGHT PARTY-」製作委員会（ポニーキャニオン、日本出版販売、BS-TBS、ライスフィールド、サモワール） / MBS

#### テーマ曲
- オープニングテーマ：三代目J Soul Brothers「LET'S PARTY」 (rhythm zone)
- エンディングテーマ：GACKT「白露-HAKURO-」 (avex entertainment)[81]

#### 放送リスト
| 話数 | 放送局 | 放送日        | サブタイトル              | 脚本                | 演出         |
| ---- | ------ | ------------- | ------------------------- | ------------------- | ------------ |
| 1st  | MBS    | 2012年7月13日 | rival of eternity         | 高橋ナツコ          | 松田圭太     |
| 1st  | BS-TBS | 2012年9月5日  | rival of eternity         | 高橋ナツコ          | 松田圭太     |
| 2nd  | MBS    | 7月20日       | Now, you get up!          | 山口亮太            | 松田圭太     |
| 2nd  | BS-TBS | 9月12日       | Now, you get up!          | 山口亮太            | 松田圭太     |
| 3rd  | MBS    | 7月27日       | get over difficulties     | 高橋ナツコ          | アベユーイチ |
| 3rd  | BS-TBS | 9月19日       | get over difficulties     | 高橋ナツコ          | アベユーイチ |
| 4th  | MBS    | 8月17日       | aqua luna                 | 山口亮太            | アベユーイチ |
| 4th  | BS-TBS | 9月26日       | aqua luna                 | 山口亮太            | アベユーイチ |
| 5th  | MBS    | 8月24日       | strong bond with a friend | 高橋ナツコ          | アベユーイチ |
| 5th  | BS-TBS | 10月3日       | strong bond with a friend | 高橋ナツコ          | アベユーイチ |
| 6th  | MBS    | 8月31日       | Lunar eclipse             | 山口亮太            | アベユーイチ |
| 6th  | BS-TBS | 10月10日      | Lunar eclipse             | 山口亮太            | アベユーイチ |
| 7th  | MBS    | 9月7日        | blood moon                | 山口亮太            | 松田圭太     |
| 7th  | BS-TBS | 10月17日      | blood moon                | 山口亮太            | 松田圭太     |
| 8th  | MBS    | 9月14日       | I never break your heart  | 高橋ナツコ          | 松田圭太     |
| 8th  | BS-TBS | 10月24日      | I never break your heart  | 高橋ナツコ          | 松田圭太     |
| 9th  | MBS    | 9月21日       | Moonlight Party           | 高橋ナツコ 山口亮太 | 松田圭太     |
| 9th  | BS-TBS | 10月31日      | Moonlight Party           | 高橋ナツコ 山口亮太 | 松田圭太     |

- MBS - 8月3日、8月10日はロンドンオリンピック中継のため放送休止。

#### ネット局
| 放送地域   | 放送局   | 放送期間                | 放送日時                     | 放送系列 | 備考           |
| ---------- | -------- | ----------------------- | ---------------------------- | -------- | -------------- |
| 近畿広域圏 | 毎日放送 | 2012年7月13日 - 9月21日 | 金曜 1:25 - 1:55（木曜深夜） | TBS系列  | 製作局         |
| 日本全域   | BS-TBS   | 2012年9月5日 - 10月31日 | 水曜 3:00 - 3:30（火曜深夜） | BS放送   | 製作委員会参加 |

#### 映像ソフト化（テレビドラマ）
- 本編第1話 - 第9話（第1話はCGを追加したディレクターズ・カット特別編）と未放送サイドストーリー第10話、およびメイキング映像・予告編を収録したBlu-ray BOXとDVD-BOXが2013年2月2日に発売。

### 戦国BASARA-MOONLIGHT PARTY- Remix  前篇・後篇
テレビドラマ版の映像を元に、テレビ未放送の秘話を追加し、ドラマ全9話を再編集した劇場版リミックスバージョン。東京では2012年11月24日よりシネ・リーブル池袋にて、大阪では2012年12月15日よりテアトル梅田にて公開。

#### スタッフ（MOONLIGHT PARTY- Remix）
- 監督 - 松田圭太、アベユーイチ
- アクション監督 - 小原剛
- 原作 - CAPCOM
- 原作監修 - 小林裕幸 (CAPCOM)、山本真 (CAPCOM)
- 脚本 - 高橋ナツコ、山口亮太
- 音楽 - 長嶌寛幸
- 製作 - 「戦国BASARA -MOONLIIGHT PARTY- Remix」製作委員会
- 配給 - 日本出版販売

#### 主題歌（MOONLIGHT PARTY- Remix）
- オープニングテーマ 三代目J Soul Brothers「LET'S PARTY」
- エンディングテーマ GACKT「白露-HAKURO-」

## 関連商品
シリーズを横断する商品やライセンス品を記載する。
- 書籍
  - 『戦国BASARA』シリーズオフィシャルファンブック BASARA STYLE Vol.1-Vol.7（雑誌） カプコン
  - 戦国BASARA 武将巡礼 Vol.1-Vol.5 ジェイティビィパブリッシング
  - 戦国BASARA 武将がわかる本 イーストプレス
  - 戦国BASARA 電撃VISUAL&SOUND BOOK アスキー・メディアワークス
  - 戦国BASARA オールキャラクターズ31武将宿命占断 集英社
  - TVアニメ戦国BASARAシリーズ 原画集 アスキー・メディアワークス
  - TVアニメ戦国BASARAシリーズ 公式イラスト集 アスキー・メディアワークス
  - 戦国BASARA 英雄全書 VOICE HEROES アスキー・メディアワークス
  - 戦国BASARA 5周年メモリアルワークス 徳間書店
  - 戦国BASARA 5th Anniversary 英雄大全 カプコン
  - 戦国BASARA科学研究所 エンターブレイン
  - 戦国BASARA英雄全書 VOICE HEROES アスキーメディアワークス
  - 戦国BASARA 英雄(HERO)占い カプコン
  - 戦国BASARAマガジン（雑誌） Vol.1-Vol.10 アスキー・メディアワークス/電撃マ王増刊
  - 戦国BASARA 科学研究所 柳田理科雄 エンターブレイン
  - ル・サンク特別編集 花組公演「戦国BASARA」 阪急コミュニケーションズ
  - やさしいピアノ・ソロ 戦国BASARA ベストセレクション シンコーミュージック
  - 戦国BASARA検定 公式問題集 ぴあ[82]
  - 史実でわかる戦国BASARAの世界 宝島社
  - 戦国BASARAぴあ ぴあ
  - 戦国BASARA 10th Anniversary 英雄大全・極 アスキー・メディアワークス
  - 戦国BASARA らいばる占い ワニブックス
- サウンドトラック
  - 戦国BASARA GAME BEST ミュージックレイン
  - 戦国BASARA ANIME BEST ミュージックレイン
  - 戦国BASARA 西軍BEST カプコン・セルピュータレーベル
  - 戦国BASARA 東軍BEST カプコン・セルピュータレーベル
- アルバム
  - 戦国BASARA 武将テーマボーカルコレクション rhythm zone
  - 戦国BASARA COMPLETE BEST 2011～2016 ミュージックレイン
- ドラマCD
  - ドラマCD 戦国BASARA MINI DRAMA BEST!! アスキー・メディアワークス
  - ドラマ寄席CD「戦国BASARA」-伊達政宗&真田幸村- フロンティアワークス[83]
  - ドラマ寄席CD「戦国BASARA」-徳川家康&石田三成- フロンティアワークス
  - ドラマ寄席CD「戦国BASARA」-千利休- フロンティアワークス
- トークCD・トラベルCD
  - 「戦国BASARA」ご当地案内CD ぶらり、武将ふたり旅〜京都編〜 フロンティアワークス
  - 戦国BASARAマガジンCD 笑劇BASARAとーく! 第1巻 - 第5巻 アスキー・メディアワークス
- イベントの映像化
  - 戦国BASARA2 英雄外伝 完成発表会 バサラ祭2007〜冬の陣〜 OFFICIAL DVD BOOK カプコン
  - 戦国BASARA バサラ祭2009〜春の陣〜 タブリエ・コミュニケーションズ
  - 戦国BASARA FES.2010 蒼の陣/紅の陣 ポニーキャニオン
  - 戦国BASARA3 バサラ祭2010〜春の陣〜 タブリエ・コミュニケーションズ
  - 戦国BASARA 5周年祭〜武道館の宴〜 タブリエ・コミュニケーションズ
  - 戦国BASARA バサラ祭2011〜夏の陣〜 タブリエ・コミュニケーションズ
  - 戦国BASARA ファン感謝祭 BSR48開票の宴 タブリエ・コミュニケーションズ
  - 戦国BASARA バサラ祭2012〜夏の陣〜 タブリエ・コミュニケーションズ
  - 戦国BASARA バサラ祭2013〜春の陣〜 タブリエ・コミュニケーションズ
  - 舞台「戦国BASARA」 武将祭2013 株式会社ダイス
  - 戦国BASARA バサラ祭2014〜新春の宴〜 タブリエ・コミュニケーションズ
  - 戦国BASARA バサラ祭2015 〜冬の陣〜 エイベックス・ピクチャーズ
  - 戦国BASARA 10周年祭～十年十色の宴～ エースクルー・エンタテインメント[84]
  - 戦国BASARA バサラ祭2017 〜もののふ語〜 エイベックス・ピクチャーズ
- 漫画
  - まめ戦国BASARA 『電撃マ王』 第1巻-第5巻 スメラギ（構成：加藤陽一 / 監修・協力：カプコン） アスキー・メディアワークス
  - 戦国BASARA 〜Soul revolution〜 『戦国BASARAマガジン』 颯田直斗（監修・協力：カプコン） アスキー・メディアワークス
  - まめ戦国BASARA4 『電撃マオウ』 第1巻-第4巻 スメラギ（構成：加藤陽一 / 監修・協力：カプコン） アスキー・メディアワークス
  - 戦国BASARA 梵天丸編 『戦国BASARAマガジン』吉原基貴（監修・協力：カプコン） アスキー・メディアワークス
  - わんにゃん戦国BASARA 『戦国BASARAマガジン』種十号（監修・協力：カプコン） アスキー・メディアワークス
  - 戦国BASARA ドクガン 『ヤングチャンピオン』 第1巻-第3巻 猫井ヤスユキ（監修・協力：カプコン）秋田書店
  - 戦国BASARA 烈伝 伊達政宗/石田三成/松永久秀 『電撃マ王』 吉原基貴・大賀あさぎ・堤芳貞（原作：カプコン / 監修：山本真(カプコン) KADOKAWA
  - 戦国BASARA 烈伝 真田幸村/猿飛佐助/毛利元就 『電撃マ王』 吉原基貴・大賀あさぎ・土方悠（原作：カプコン / 監修：山本真(カプコン) KADOKAWA
  - 戦国BASARA -猿飛佐助 影忍伝- 『月刊ビッグガンガン』 上巻・下巻 漆児皐（監修・協力：カプコン）スクウェア・エニックス
  - 戦国BASARA 双極の幻 第1巻-第5巻 『ヒーローズ!!』浅田有皆（構成：綾峰欄人 / 監修・協力：カプコン）ヒーローズ
- アンソロジーコミック
  - 戦国BASARA コミックアンソロジー 伊達軍クロニクル アスキー・メディアワークス
  - 戦国BASARA コミックアンソロジー 武田軍クロニクル アスキー・メディアワークス
  - 戦国BASARA コミックアンソロジー 瀬戸内クロニクル アスキー・メディアワークス
- トレーディングカードゲーム
  - 戦国BASARA2 トレーディングカードゲーム スターター風林火山 カプコン
  - 戦国BASARA2 トレーディングカードゲーム スターター天下布武 カプコン
  - 戦国BASARA2 トレーディングカードゲーム ブースター乱世光臨 カプコン
  - 戦国BASARA2 トレーディングカードゲーム ブースター英雄割拠 カプコン
    - 戦国BASARA2 トレーディングカードゲーム オフィシャルファーストガイド カプコン

  - ヴァイスシュヴァルツTCG 戦国BASARA ブシロード
- パチンコ・パチスロ
  - パチスロ 戦国BASARA2 エンターライズ
  - パチンコ CR戦国BASARA3 関ヶ原の戦い Bisty
  - パチスロ 戦国BASARA3 エンターライズ
  - スマスロ 戦国BASARA GIGA エンターライズ[85]
- フィギュア
  - リボルテック「戦国BASARA」シリーズ[86]

## コラボレーション
- 2009年の宮城県知事選では、広報用ポスターに本シリーズに登場する伊達政宗が使用された[87][88]。
- 『戦国BASARA4 大坂・竜虎の陣〜奪還〜』
  - 横須賀モアーズシティの8Fにおいて2014年8月1日より『謎解きチャレンジ』の1種として開催。2015年1月31日終了。
- 高知県知事選挙・選挙啓発イメージキャラクター（2015年） - 長曾我部元親を起用[89]
- 土浦市立博物館特別展「婆裟羅たちの武装―戦国を駆け抜けた武将達の甲冑と刀剣―」（2013年） - 博物館とカプコンが共同開催し、キャラクターの大型パネルが設置された[90]。
- TEPPEN - カプコンの各キャラが異世界で戦うという設定で、お市が『ヒーロー』というプレイヤブルキャラクターで登場するほか[91]、プレイカード上のキャラクターとして上杉謙信、伊達政宗、猿飛佐助、真田幸村、黒田官兵衛、織田信長、明智光秀などが登場[92]。
- シャープが発売するロボット掃除機「COCOROBO」に伊達政宗の声を担当する中井和哉の声を搭載した[93]。
- 食品・観光
  - 宮城県産の加工食品や県内の祭りの観光ポスターなどに戦国BASARAのキャラクターを使用するライセンス契約を県がバックアップしている[94][95]。
  - 戦国BASARA酒合戦 - 各キャラクター武将ゆかりの地の蔵元とのコラボレーション。販売他、試飲イベントも開催されている[96]。酒合戦オンラインショップは2013年6月30日に販売終了。
  - 宮城県白石市の“鬼小十郎まつり[97]”において、ポスター[98]に片倉小十郎や真田幸村が使用されることがある(2024年現在)。また同まつりの後夜祭と称して、戦国BASARA伊達政宗公騎馬像(カプコンから白石市に寄贈[99])のあるホワイトキューブで、小十郎役で白石市アンバサダーでもある森川智之のトークショーが行われることもある。
  - 山梨県甲府市は2015年に武田信玄のキャラクターなどの活用によって、カプコンと地域活性化に関する包括協定を締結した[100]。